# 24. Juli
Der 24. Juli ist der 205. Tag des gregorianischen Kalenders (der 206. in Schaltjahren), somit bleiben 160 Tage bis zum Jahresende.

## Ereignisse

### Politik und Weltgeschehen

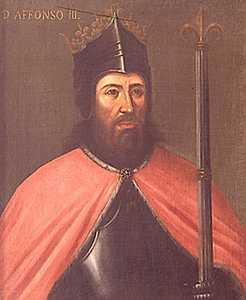
1245: Alfons III.

- 1245: Papst Innozenz IV. setzt den portugiesischen König Sancho II. ab und ernennt dessen Bruder Alfons III. zum Regenten.
- 1304: Nach einer knapp dreimonatigen Belagerung erobert König Edward I. mit Stirling Castle den letzten Stützpunkt der schottischen Rebellen.
- 1411: Verfeindete schottische Clans treffen in der blutigen Schlacht von Harlaw aufeinander.
- 1525: Der Spanier García Jofre de Loaísa bricht im Auftrag Karls V. von A Coruña aus mit sieben Schiffen zur zweiten europäischen Weltumrundung auf. Sein Chefnavigator ist Juan Sebastián Elcano. Kapitän Andrés de Urdaneta wird einer der wenigen sein, die die glücklose, neun Jahre dauernde Expedition überleben.
- 1534: Der französische Entdecker Jacques Cartier erreicht die Mündung des Sankt-Lorenz-Stromes und nimmt auf der Halbinsel Gaspésie das Gebiet für die französische Krone in Besitz.
- 1557: Im Edikt von Compiègne verschärft der französische König Heinrich II. Strafandrohungen für die Ausübung des Protestantismus.

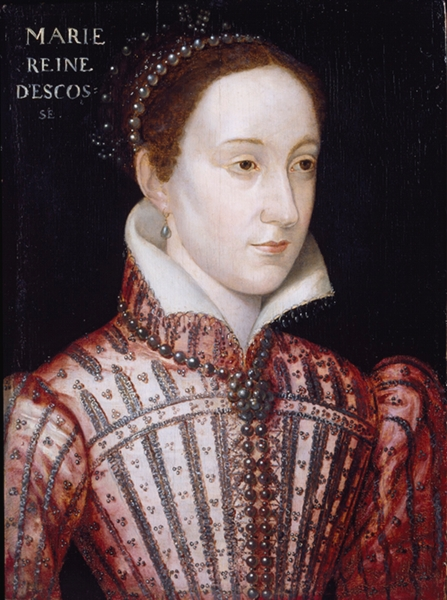
1567: Maria Stuart

- 1567: Maria Stuart dankt zugunsten ihres Sohnes Jakob VI. als Königin von Schottland ab und flieht nach England.
- 1572: Die Spanier erobern die Inkafestung Vilcabamba und nehmen den letzten Inka Túpac Amaru gefangen.
- 1699: Von Johann Philipp von Isenburg-Offenbach aufgenommene hugenottische Glaubensflüchtlinge aus Frankreich gründen Neu-Isenburg.
- 1701: Der französische Offizier Antoine Laumet errichtet das Fort Detroit. Aus dem Handelsposten entwickelt sich die Stadt Detroit.

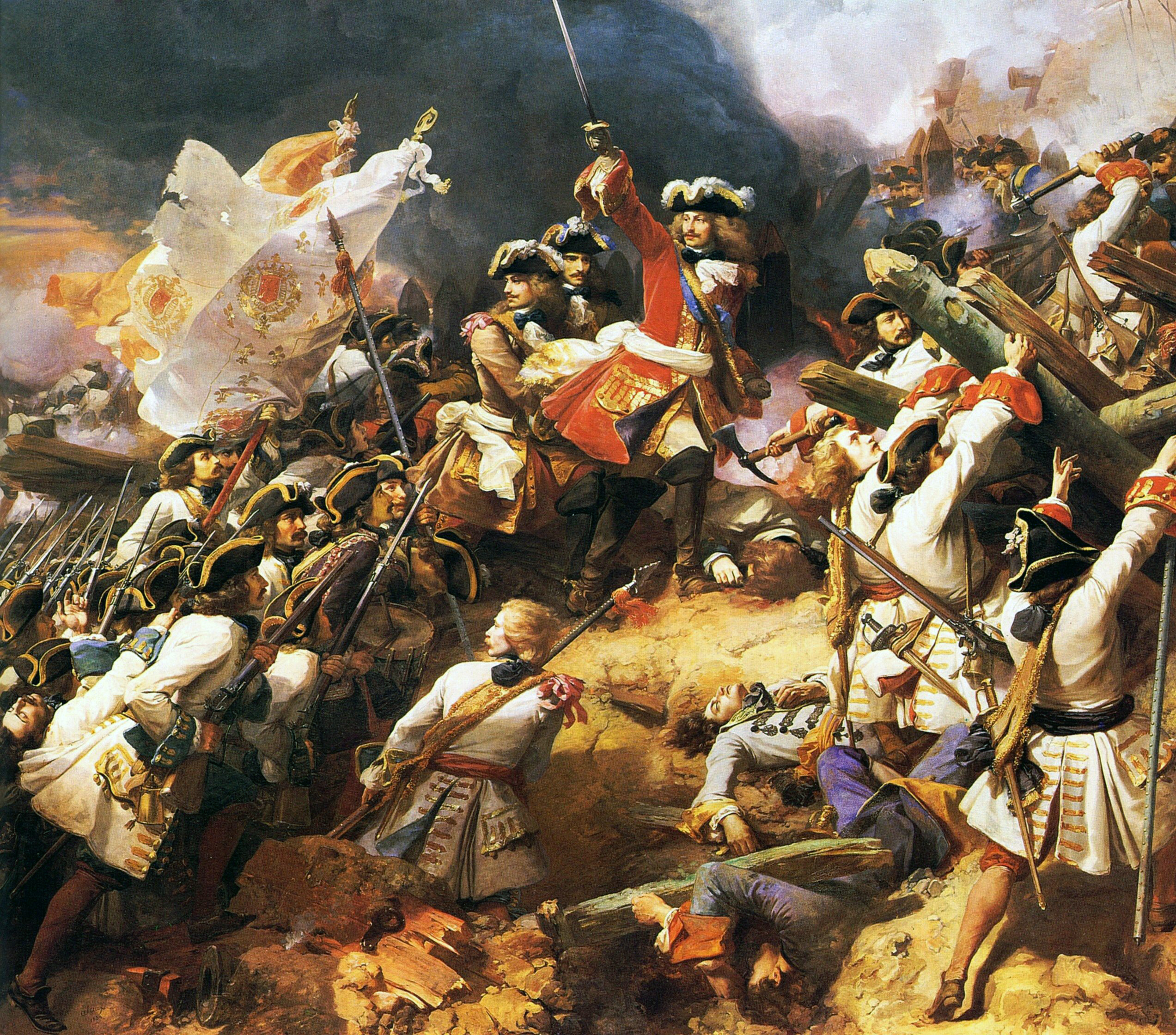
1712: Villars bei Denain

- 1712: In der Schlacht bei Denain gelingt im Spanischen Erbfolgekrieg dem von Claude-Louis-Hector de Villars geführten französischen Heer ein Sieg über alliierte Truppen unter Befehl Prinz Eugens.
- 1759: Im Franzosen- und Indianerkrieg können die Briten ein zum Entsatz des Forts Niagara angerücktes französisches Heer in der Schlacht bei La Belle Famille besiegen. Die französische Besatzung des strategisch bedeutsamen Forts kapituliert am folgenden Tag.
- 1824: In der Zeitung The Harrisburg Pennsylvanian wird das erste Beispiel einer Meinungsumfrage veröffentlicht. Im Rennen um die US-Präsidentschaft liegt Andrew Jackson gegenüber John Quincy Adams mit 335:169 Stimmen im Meinungsbild vorn.
- 1847: Mitglieder der Kirche Jesu Christi der Heiligen der Letzten Tage, einer Glaubensgemeinschaft der Mormonen, errichten die Stadt Salt Lake City und ihr eigenes Territorium am Großen Salzsee.
- 1866: Nachdem Tennessee den 13. und 14. Zusatz zur Verfassung der Vereinigten Staaten von Amerika ratifiziert und in seiner eigenen Verfassung 1865 die Sklaverei abgeschafft hat, tritt es im Rahmen der Reconstruction als erster Staat der Konföderation nach dem Amerikanischen Bürgerkrieg wieder der Union bei.

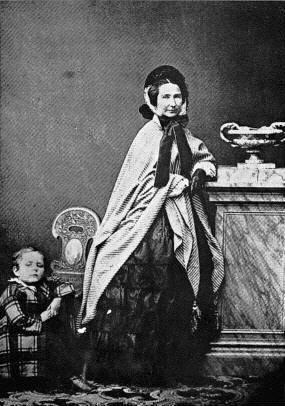
1868: Marie Goegg-Pouchoulin

- 1868: In der Schweiz entsteht in der Frauenbewegung die erste internationale Frauenrechtsorganisation. Die Genferin Marie Goegg-Pouchoulin gründet die Association internationale des femmes.
- 1908: Nach einem erfolgreichen Aufstand der Jungtürken unter der Führung von Ismail Enver, Ahmet Cemal und Mehmet Talât setzt Sultan Abdülhamid II. die seit 1878 suspendierte Verfassung von 1876 im Osmanischen Reich wieder in Kraft.
- 1910: Nach mehreren Monaten blutiger Kämpfe gegen albanische Aufständische können osmanische Truppen die Stadt Shkodra besetzen. Der Aufstand bricht im Jahr darauf jedoch erneut aus.

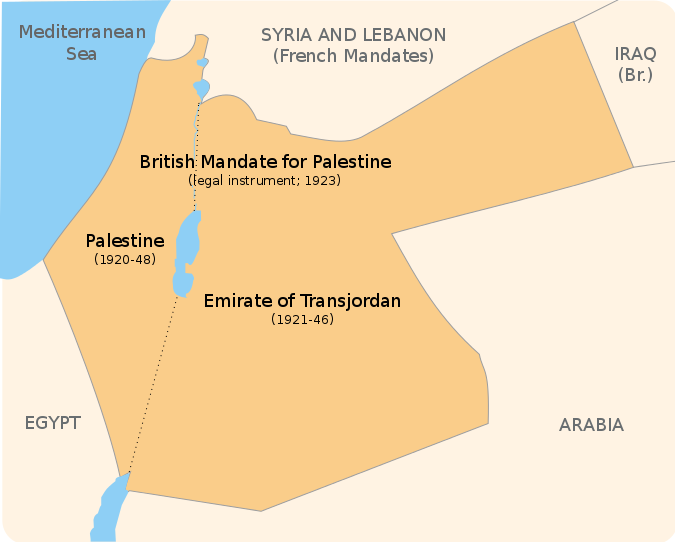
1922: britisches Mandat für Palästina

- 1922: Das britische Mandat für Palästina wird durch den Völkerbund bestätigt.
- 1923: Im Vertrag von Lausanne nach dem Türkischen Befreiungskrieg werden die Bestimmungen des nach dem Ersten Weltkrieg geschlossenen Vertrags von Sèvres revidiert und die Grenzen zwischen der Türkei und Griechenland neu festgelegt. Dabei werden auch „ethnische Säuberungen“ auf beiden Seiten legitimiert.
- 1929: Der nach US-Außenminister Frank Billings Kellogg und dem französischen Außenminister Aristide Briand benannte Briand-Kellogg-Pakt zur Ächtung des Krieges tritt in Kraft.
- 1943: Die Operation Gomorrha, die Zerstörung Hamburgs durch alliierte Luftangriffe, beginnt.
- 1953: Walter Ulbricht wird zum Ersten Generalsekretär des Zentralkomitees der Sozialistischen Einheitspartei Deutschlands gewählt.

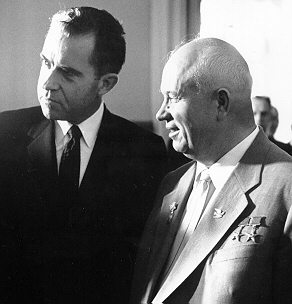
1959: Nixon (links) und Chruschtschow

- 1959: Vor laufenden Fernsehkameras äußern sich der sowjetische Ministerpräsident Nikita Chruschtschow und US-Vizepräsident Richard Nixon in der Küchendebatte in Moskau über Vor- und Nachteile des Kommunismus und des Kapitalismus.
- 1967: Anlässlich der 100-Jahr-Feier des Staates Kanada und der Weltausstellung 1967 provoziert der französische Staatspräsident Charles de Gaulle bei einer Rede vor 100.000 Menschen in Montreal mit den Worten: Es lebe das freie Québec! Die Québec-libre-Affäre führt zu einer Regierungskrise in Kanada unter Premierminister Lester Pearson und zu einer Stärkung der Separationsbestrebungen in Québec.

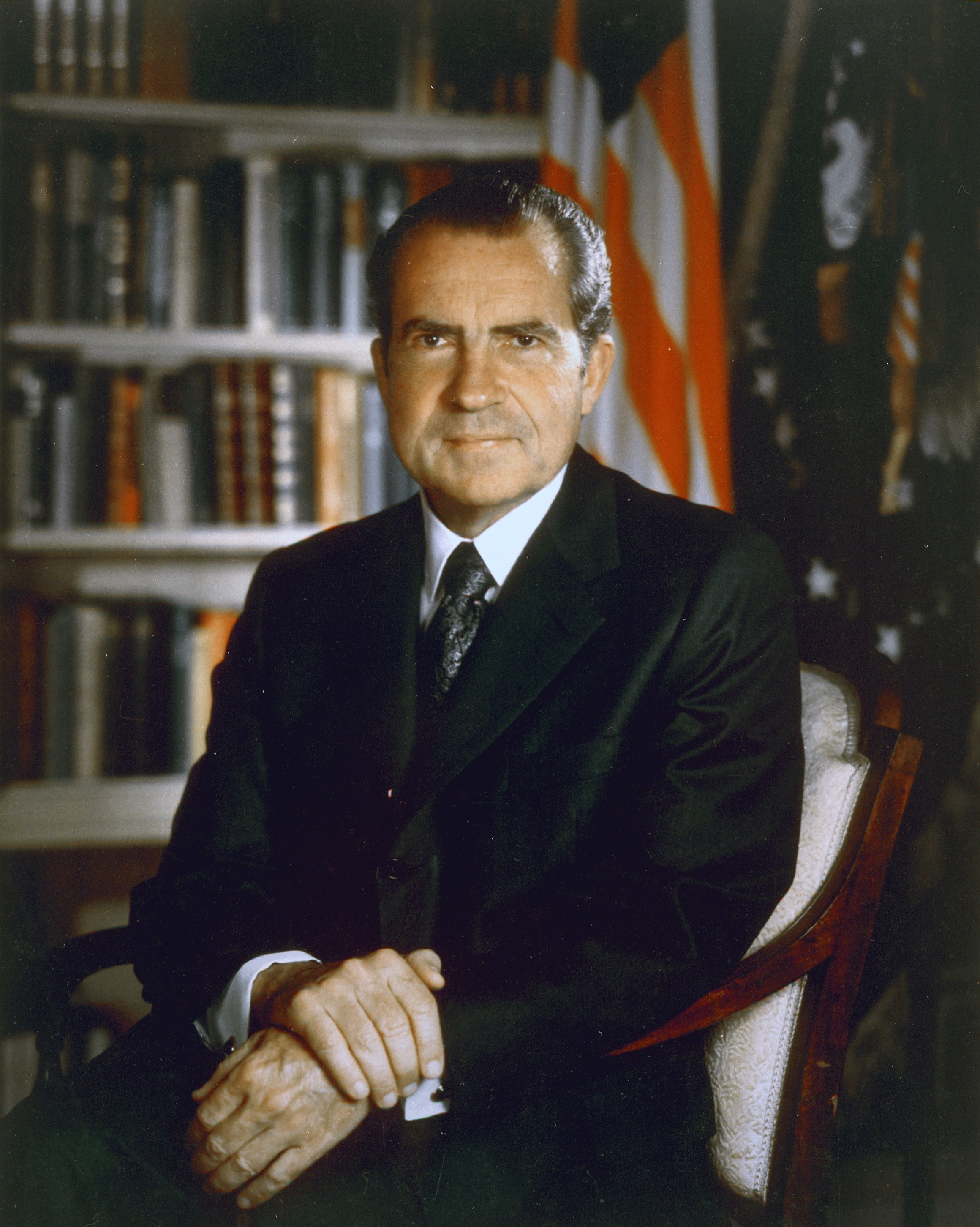
1974: Richard Nixon

- 1974: US-Präsident Richard Nixon wird vom Obersten Gerichtshof der USA in der Watergate-Affäre dazu verpflichtet, Tonbandaufnahmen mit Gesprächen aus dem Weißen Haus herauszugeben.
- 1974: Mit der Rückholung des ehemaligen Premierministers Konstantinos Karamanlis aus dem Pariser Exil und seiner Vereidigung noch in der Nacht endet die siebenjährige griechische Militärdiktatur und beginnt auf westlichen Druck die Rückkehr zu einem demokratisch regierten Griechenland.
- 1995: In Israel werden sechs Zivilisten von einem Selbstmordattentäter in einem Bus in Ramat Gan getötet.
- 2001: Bulgariens Ex-König Simeon II. wird unter seinem bürgerlichen Namen Simeon Sakskoburggotski Ministerpräsident.
- 2019: Nach dem Rücktritt Theresa Mays folgt ihr Boris Johnson als Premierminister des Vereinigten Königreichs nach.

### Wirtschaft
- 2005: Der auf Initiative des venezolanischen Präsidenten Hugo Chávez entstandene multinationale Fernsehsender Telesur nimmt seinen Sendebetrieb für Lateinamerika auf.

### Wissenschaft und Technik

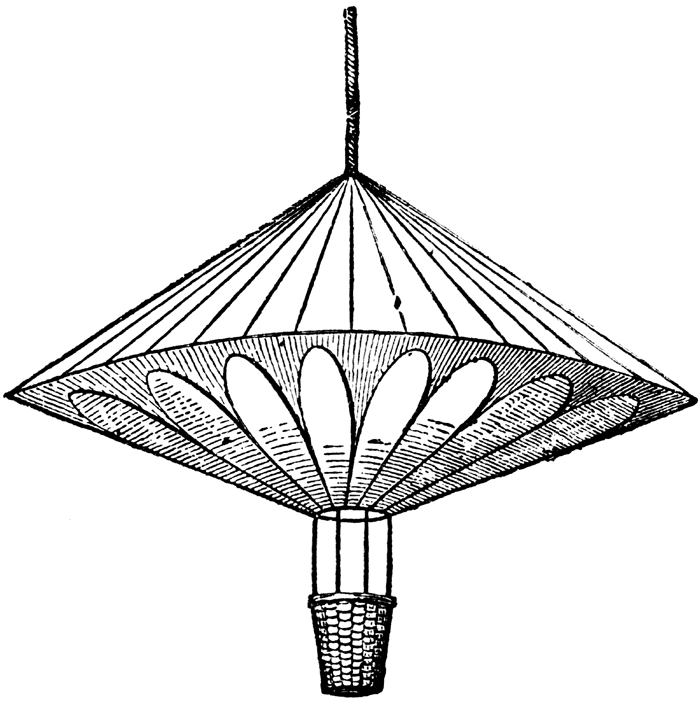
1837: Cockings fehlerhafte Fallschirmkonstruktion

- 1837: Beim Test eines von ihm entwickelten Fallschirms verunglückt der Brite Robert Cocking vor einer großen Menschenmenge bei Greenwich tödlich. Er ist das erste Todesopfer beim Absprung mittels Fallschirm. Der Fehlversuch reduziert über mehrere Jahrzehnte hinweg weiteres Interesse an dieser Technik.
- 1895: Sigmund Freud deutet erstmals vollständig einen eigenen Traum, den Traum von Irmas Injektion auf Schloss Bellevue.

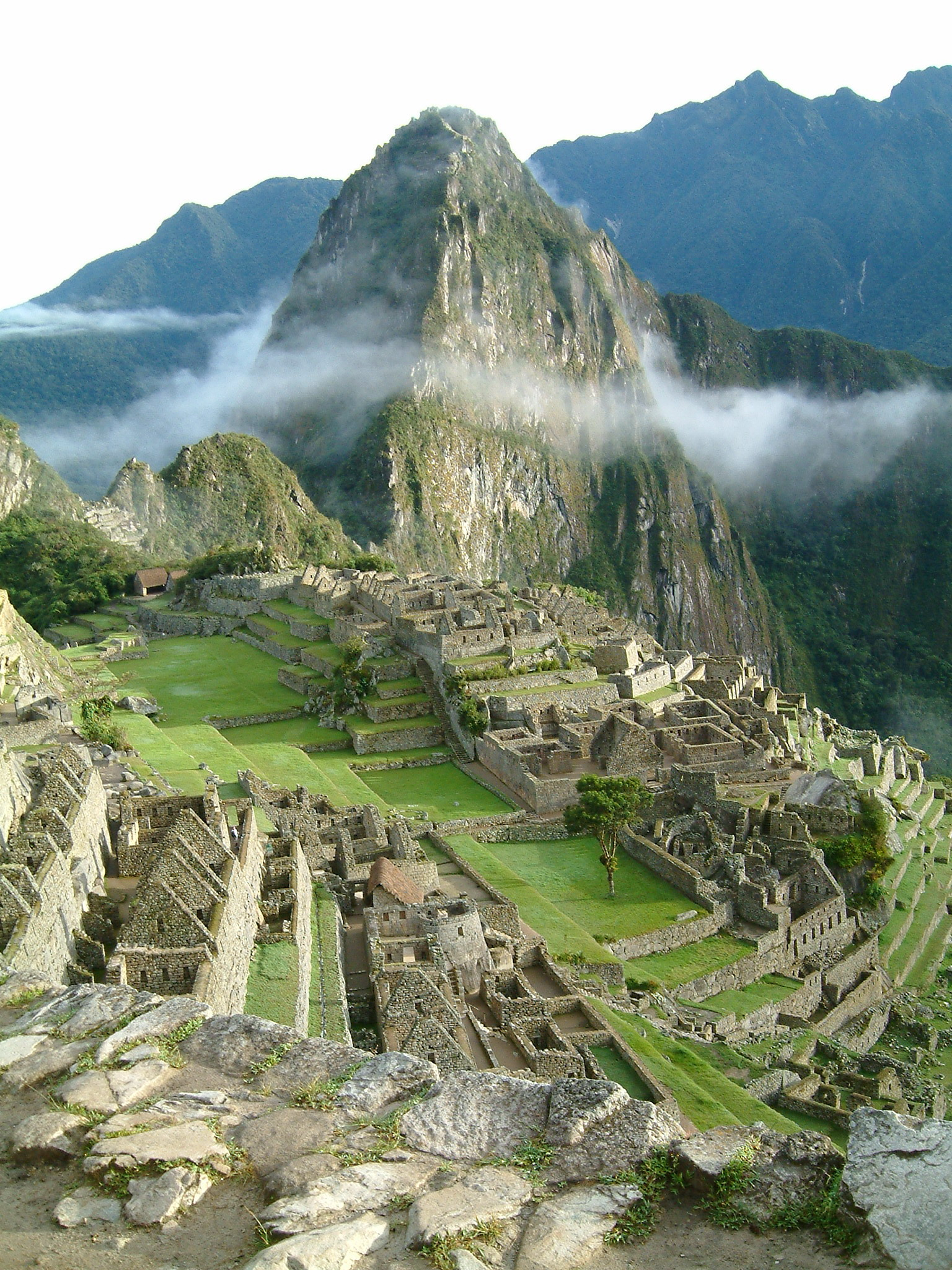
1911: Machu Picchu

- 1911: In den peruanischen Anden entdeckt eine Expedition unter Leitung von Hiram Bingham die Ruinenstadt Machu Picchu.
- 1931: Das Starrluftschiff LZ 127 Graf Zeppelin startet unter der Leitung von Hugo Eckener von Friedrichshafen aus zu seiner einwöchigen Polarfahrt.
- 1950: Vom Raketenstartgelände Cape Canaveral Space Force Station wird mit der Bumper 8 der erste Flugkörper gestartet.
- 1969: Apollo 11 landet im Pazifischen Ozean.

### Kultur
- 1506: In Halle wird der Rote Turm offiziell vollendet.
- 1922: Die Künstlergruppe Die Welle eröffnet in einem Pavillon in Prien am Chiemsee die erste Ausstellung von Werken ihrer Mitglieder.
- 1964: Uraufführung der Oper Don Rodrigo von Alberto Ginastera am Teatro Colón in Buenos Aires.

### Religion
- 1177: In einem Treffen in Venedig erkennt Kaiser Friedrich I. Barbarossa Papst Alexander III. als rechtmäßig an und hält nicht weiter an Gegenpapst Calixt III. fest.
- 2020: In der Hagia Sophia findet das erste Freitagsgebet nach der erneuten Umwidmung in eine Moschee statt.

### Katastrophen

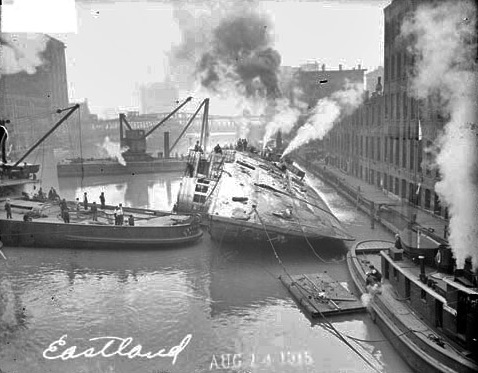
1915: Die Eastland, gekentert am Pier

- 1915: An einem Pier in Chicago kentert der Passagierdampfer Eastland, wobei 845 Menschen ums Leben kommen.
- 2010: Bei der Loveparade in Duisburg kommt es zu einer Massenpanik, in deren Folge 21 Menschen zu Tode kommen und mindestens 652 verletzt werden.
- 2013: Beim Eisenbahnunfall von Santiago de Compostela sterben 79 Personen; über 140 weitere Insassen des Zuges werden verletzt.
- 2014: Auf dem Air-Algérie-Flug 5017 (Flugnummer: AH5017) von Ouagadougou nach Algier stürzt eine von der spanischen Swiftair gemietete McDonnell Douglas MD-83 auf malischem Staatsgebiet ab: bei dem Unglück kamen alle 116 Insassen (6 Besatzungsmitglieder und 110 Passagiere) ums Leben.

Kleinere Unglücksfälle sind in den Unterartikeln von Katastrophe und in der Liste von Katastrophen aufgeführt.

### Natur und Umwelt
- 1918: Mit dem Nationalpark Covadonga weist Spanien das erste Naturschutzgebiet dieser Art aus. Am 30. Mai 1995 wird dieses in den neuen Nationalpark Picos de Europa eingegliedert.

### Sport
- 1883: Beim Versuch, für ein Preisgeld von £ 12.000 die Whirlpool Rapids des Niagara River zu durchschwimmen, wird Matthew Webb von einem Strudel in die Tiefe gezogen. Vier Tage später wird seine Leiche gefunden.

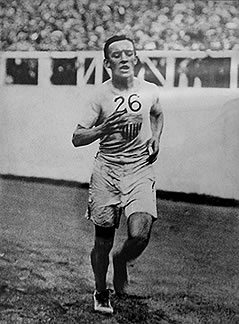
1908: John Hayes

- 1908: Beim Marathonlauf der Olympischen Sommerspiele in London läuft der Italiener Dorando Pietri als Erster ins Stadion ein, ist aber so entkräftet, dass er mehrfach zusammenbricht und schließlich nur mit fremder Hilfe über die Ziellinie kommt. Der Sieg wird ihm daraufhin aberkannt und der US-Amerikaner John Hayes zum Olympiasieger erklärt.
- 1938: Die erste Durchsteigung der Eiger-Nordwand wird erfolgreich abgeschlossen.
- 2005: Die seit dem 14. Juli in Duisburg laufenden VII. World Games enden mit der Schlussfeier. Erfolgreichste Nation in den Spielen der nichtolympischen Sportarten ist Russland vor Deutschland und Italien.

Einträge von Leichtathletik-Weltrekorden befinden sich unter der jeweiligen Disziplin unter Leichtathletik.
Einträge zu Fußballweltmeisterschaftsspielen finden sich in den Unterseiten von Fußball-Weltmeisterschaft. Das Gleiche gilt für Fußball-Europameisterschaften.

## Geboren

### Vor dem 18. Jahrhundert
- 1242: Christina von Stommeln, Mystikerin im späten Mittelalter
- 1462: Johannes Manardus, italienischer Arzt

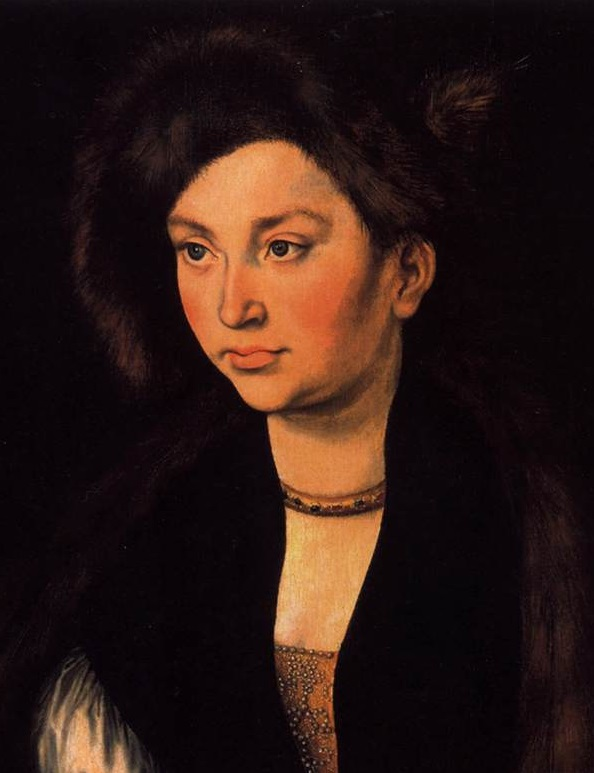
Katharina von Sachsen (* 1468)

- 1468: Katharina von Sachsen, zweite Gemahlin Erzherzog Siegmunds von Tirol
- 1508: Andreas von Barby, dänischer Politiker und Bischof von Lübeck
- 1529: Karl II., Markgraf von Baden-Durlach
- 1561: Anna Maria von der Pfalz, Prinzessin von Schweden und Herzogin von Södermanland
- 1574: Thomas Platter, Schweizer Arzt und Schriftsteller
- 1576: Hermann Czernin von Chudenitz, österreichischer Diplomat und Soldat
- 1621: Jan Andrzej Morsztyn, polnischer Adliger, Politiker und Dichter
- 1636: Samuel Bachmann, Schweizer evangelischer Geistlicher
- 1638: Jacob Born der Ältere, kursächsischer Jurist und Bürgermeister von Leipzig
- 1654: Michael Förtsch, deutscher lutherischer Theologe
- 1660: Charles Talbot, 1. Duke of Shrewsbury, britischer Politiker
- 1664: Franz Ludwig von Pfalz-Neuburg, Erzbischof von Trier und Mainz
- 1670: Johann Christoph Gottwald, deutscher Naturforscher und Arzt
- 1679: Philipp Gerlach, deutscher Architekt
- 1680: Juliana Patientia Schultt, deutsche geistliche Dichterin
- 1686: Benedetto Marcello, italienischer Komponist
- 1698: František Jiránek, tschechischer Komponist

### 18. Jahrhundert
- 1703: Justus Juncker, deutscher Maler
- 1712: Thomas Aschbrenner, österreichischer Gelegenheitsdichter
- 1714: Michael Morgenbesser, schlesischer Arzt
- 1717: Matías de Gálvez y Gallardo, spanischer Kolonialverwalter und Vizekönig von Neuspanien

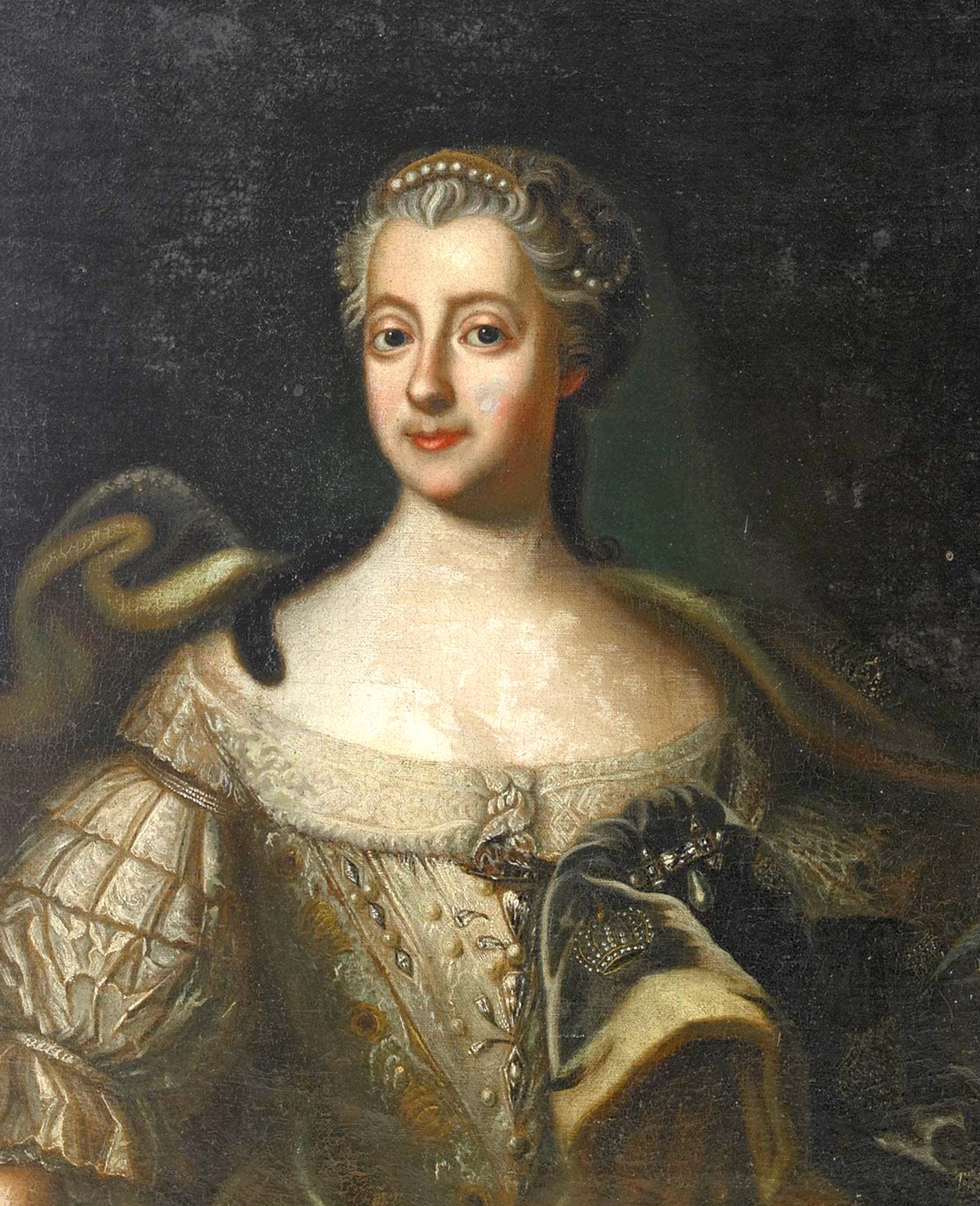
Luise Ulrike von Preußen (* 1720)

- 1720: Luise Ulrike von Preußen, Königin von Schweden
- 1725: John Newton, britischer Sklavenhändler, Priester und Dichter religiöser Gesänge
- 1727: Maria Anna Sagar, deutsche Schriftstellerin
- 1732: Johann Georg Bechtold, deutscher Philosoph, Literaturwissenschaftler, Rhetoriker und evangelischer Theologe
- 1737: Alexander Dalrymple, britischer Geograph
- 1738: Betje Wolff, niederländische Autorin
- 1742: Giocondo Albertolli, Schweizer Bildhauer und Architekt
- 1756: Alexander Franz von Rall; hessisch-russischer Bankier und Mäzen
- 1759: Viktor Emanuel I., König von Sardinien-Piemont und Herzog von Savoyen
- 1766: Julie von Voß, morganatische Ehefrau von König Friedrich Wilhelm II. von Preußen
- 1783: Simón Bolívar, südamerikanischer Politiker und Präsident
- 1798: John Adams Dix, US-amerikanischer Politiker
- 1800: Friedrich Georg Wieck, deutscher Schriftsteller und Industrieller

### 19. Jahrhundert

#### 1801–1850

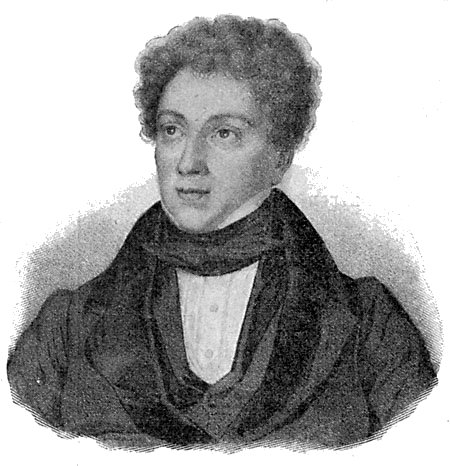
Alexandre Dumas der Ältere (* 1802)

- 1802: Alexandre Dumas der Ältere, französischer Schriftsteller
- 1803: Adolphe Adam, französischer Opernkomponist
- 1807: Wilhelm Seyfferth, Leipziger Bankier, Unternehmer und Pionier des Eisenbahnwesens
- 1813: Georg Friedrich Walz, deutscher Pharmakologe
- 1815: Arnaud-Michel d’Abbadie, französischer Geograph
- 1817: Adolf I., Herzog zu Nassau und als Adolphe Großherzog von Luxemburg
- 1817: Bernhard Höfling, deutscher Zeichner, Maler, Lithograph und Autor
- 1821: Johann Jakob Bänninger, Schweizer Lehrer und Mundartdichter
- 1822: Adolf Overweg, deutscher Astronom, Geologe und Afrikaforscher
- 1823: Arthur I. Boreman, US-amerikanischer Politiker
- 1823: Johann Friedrich Minssen, deutscher Sprachwissenschaftler
- 1825: Anna de La Grange, französische Opernsängerin
- 1827: Francisco Solano López, Präsident von Paraguay
- 1828: Alexander Müller, deutscher Abgeordneter, Hof- und Ziegeleibesitzer
- 1828: Nikolai Gawrilowitsch Tschernyschewski, russischer Publizist

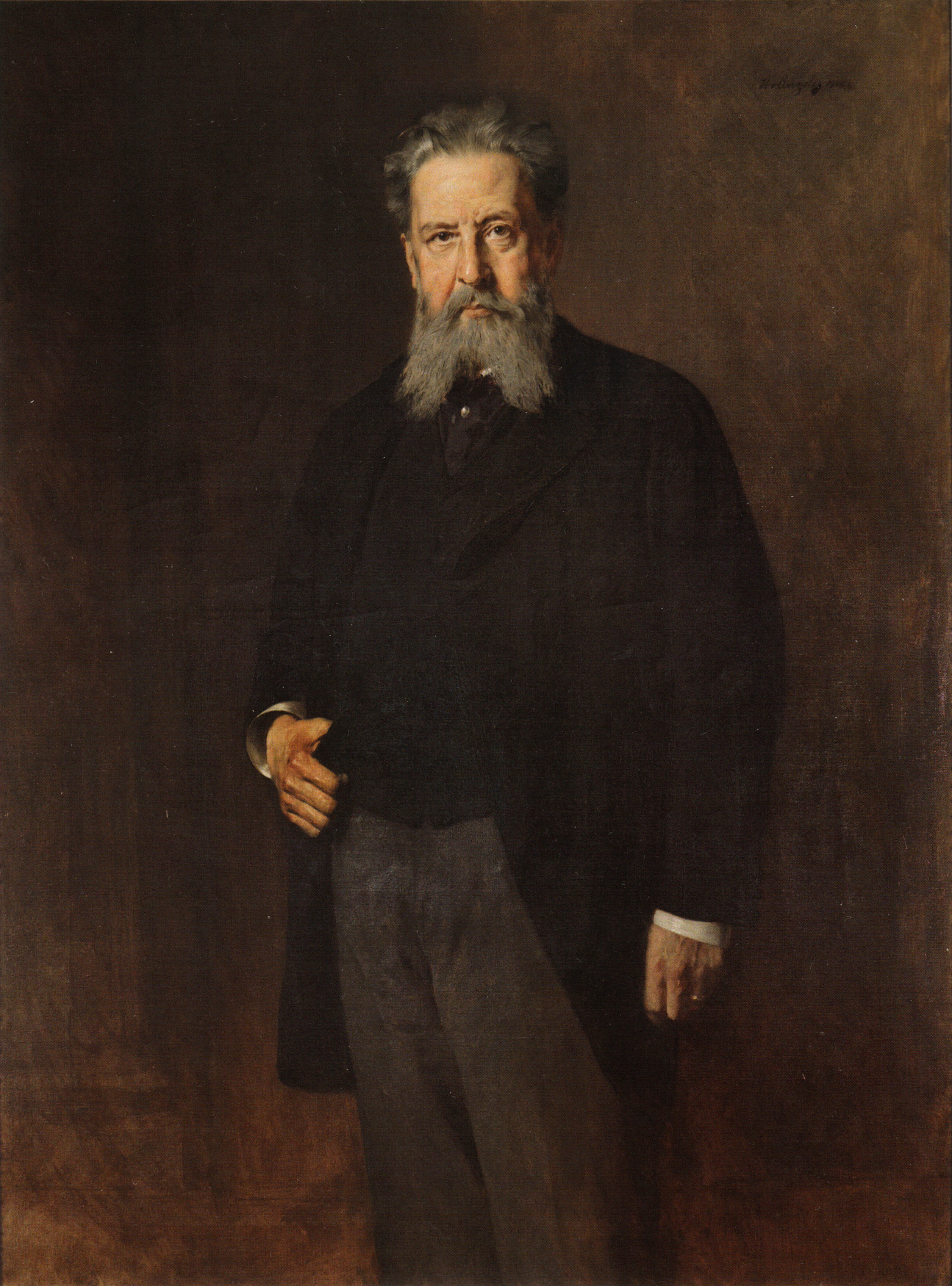
Niklaus Dumba (* 1830)

- 1830: Nikolaus Dumba, österreichischer Industrieller und Politiker
- 1832: John J. Bagley, US-amerikanischer Politiker
- 1834: Friedhold Fleischhauer, deutscher Violinist und Konzertmeister
- 1836: Johannes C. Achelis, deutscher Kaufmann und Unternehmer
- 1836: Evelyn Ashley, britischer Schriftsteller und Politiker
- 1837: Walter Meyer, Schweizer Landwirt und Politiker
- 1840: Abraham Goldfaden, ukrainischer Komponist, jiddischer Volksdichter und Begründer des modernen jiddischen Theaters
- 1840: Karl Christoph Heinebuch, Königlicher Musikdirektor, Kirchenmusiker und Organist
- 1841: Francisco António da Veiga Beirão, portugiesischer Politiker und Regierungschef

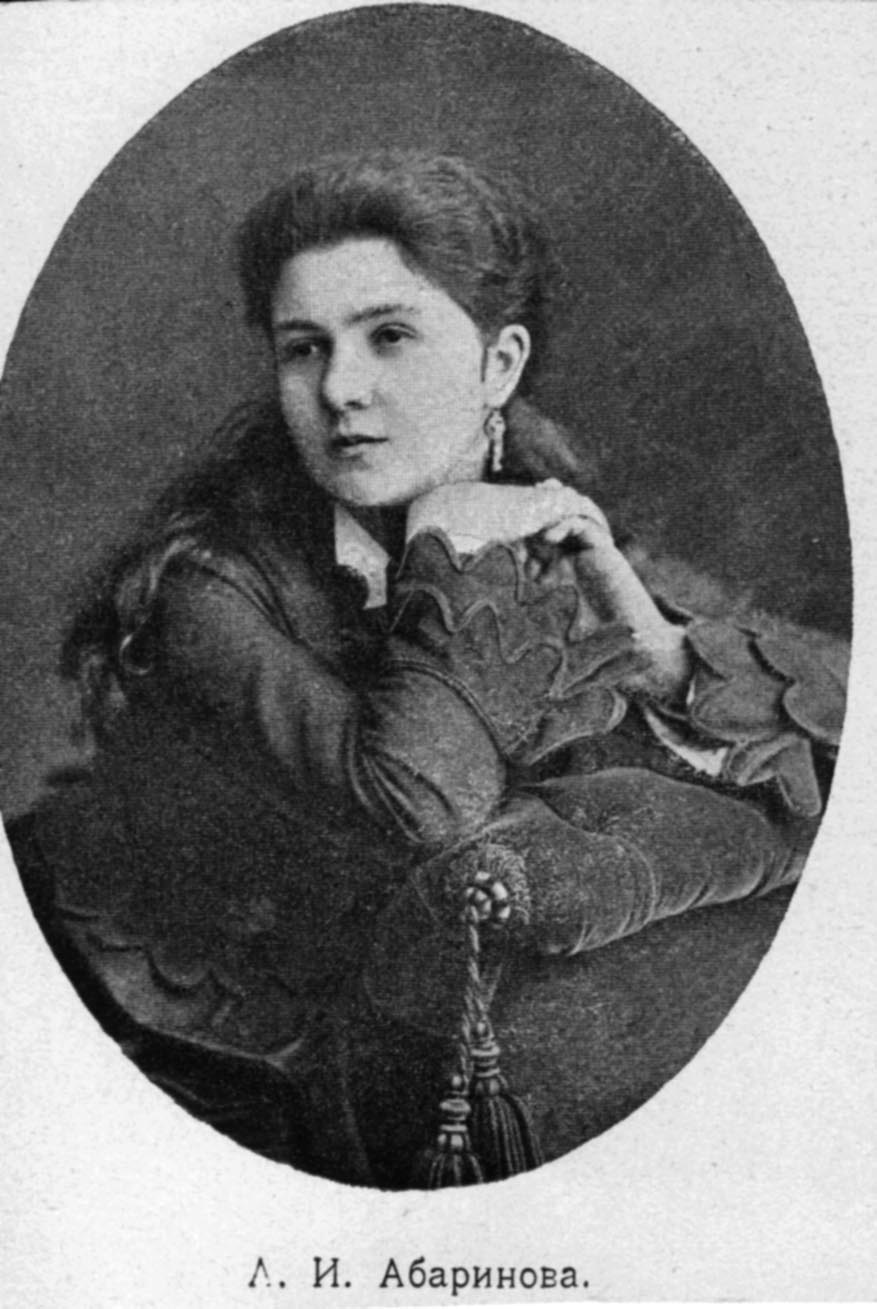
Antonina Iwanowna Abarinowa (* 1842)

- 1842: Antonina Iwanowna Abarinowa, russische Opernsängerin
- 1843: William de Wiveleslie Abney, britischer Chemiker und Fotograf
- 1846: Rudolf Hirth du Frênes, deutscher Maler

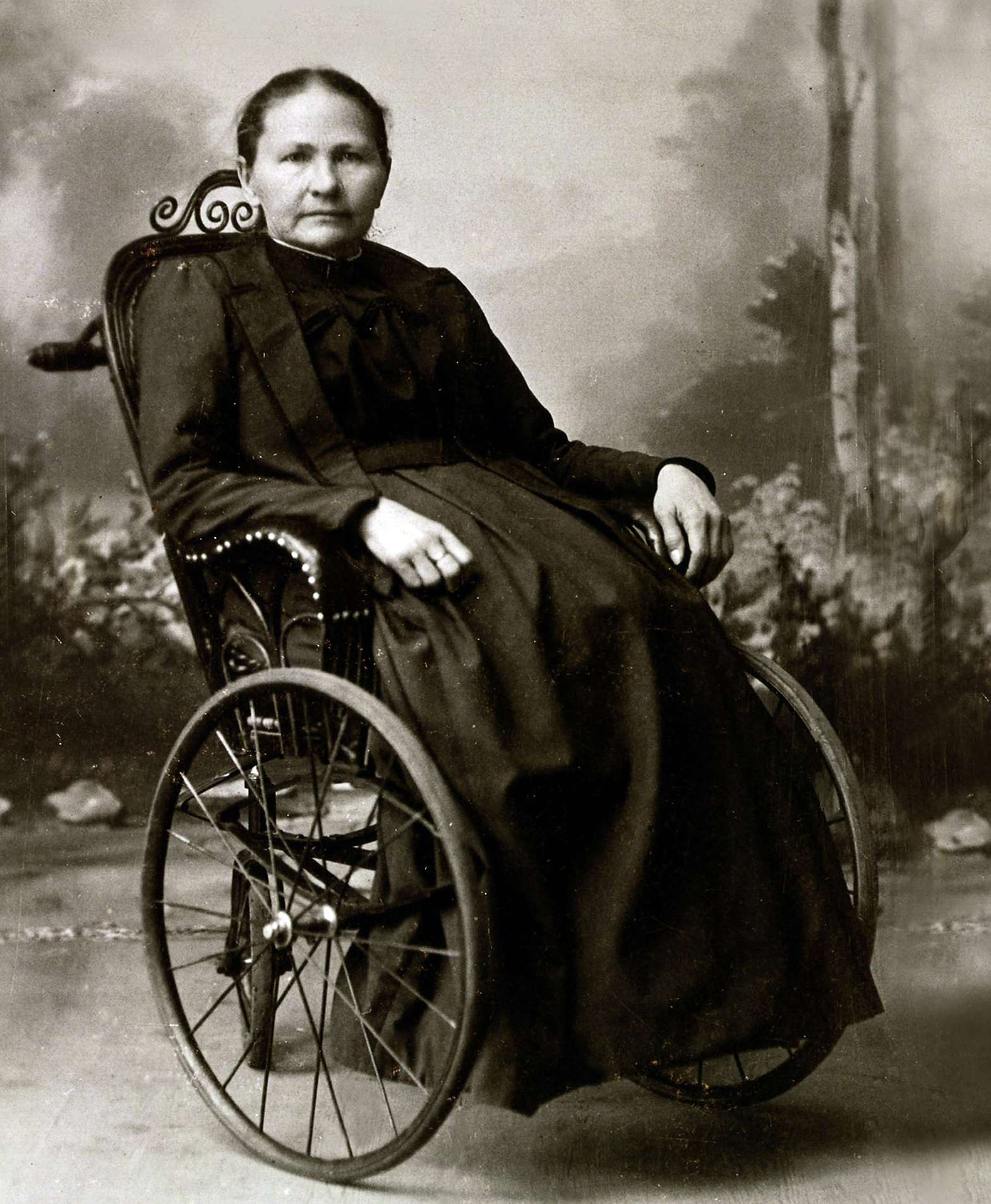
Margarete Steiff (* 1847)

- 1847: Margarete Steiff, deutsche Unternehmerin, Gründerin der Spielwarenfabrik Steiff

#### 1851–1900
- 1852: Leonardo Fea, italienischer Entdeckungsreisender, Zoologe, Zeichner und Tiersammler
- 1857: Juan Vicente Gómez, venezolanischer Diktator
- 1857: Henrik Pontoppidan, dänischer Schriftsteller

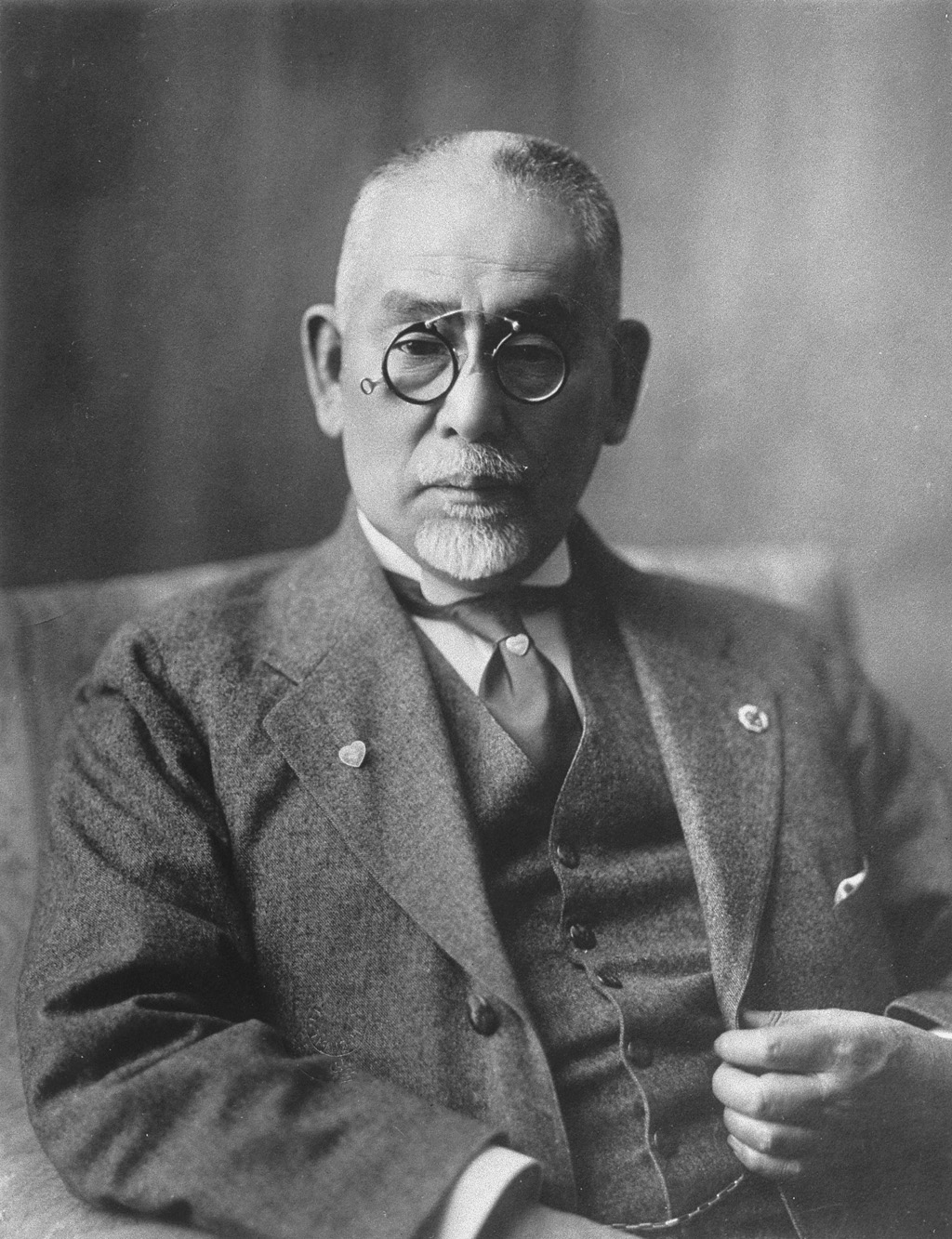
Gotō Shimpei (* 1857)

- 1857: Gotō Shimpei, japanischer Mediziner und Staatsmann
- 1858: Jenő Ábel, ungarischer Schriftsteller, Altphilologe und Hochschullehrer
- 1858: Wolfgang Kapp, deutscher Verwaltungsbeamter und Putschist
- 1860: Charlotte von Preußen, Herzogin von Sachsen-Meiningen
- 1860: Alfons Mucha, tschechischer Plakatkünstler
- 1861: Benno von Achenbach, deutscher Begründer der Kutschfahrkunst
- 1861: Maurice Renaud, französischer Sänger
- 1863: Otto Krug, deutscher Lebensmittelchemiker
- 1864: Frank Wedekind, deutscher Schriftsteller, Dramatiker und Schauspieler
- 1868: Max Buri, Schweizer Maler
- 1872: Orpha-F. Deveaux, kanadischer Organist, Musiklehrer und Komponist
- 1872: Gabriela de Hinojosa, spanische Nonne, eine der sieben Märtyrinnen von Madrid
- 1873: Bernard Arens, luxemburgischer Theologe und Schriftsteller
- 1874: Irene Alföldi, ungarische Opernsängerin
- 1876: Herbert Douglas Austin, US-amerikanischer Romanist und Italianist

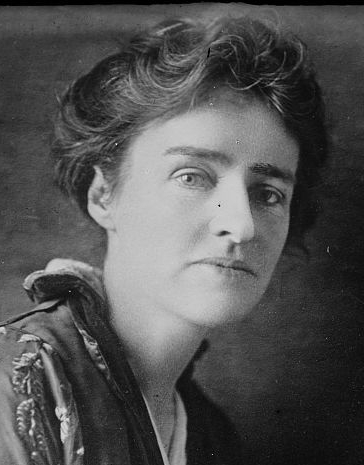
Jean Webster (* 1876)

- 1876: Jean Webster, US-amerikanische Schriftstellerin
- 1877: Henriette Schrott-Pelzel, österreichische Schriftstellerin

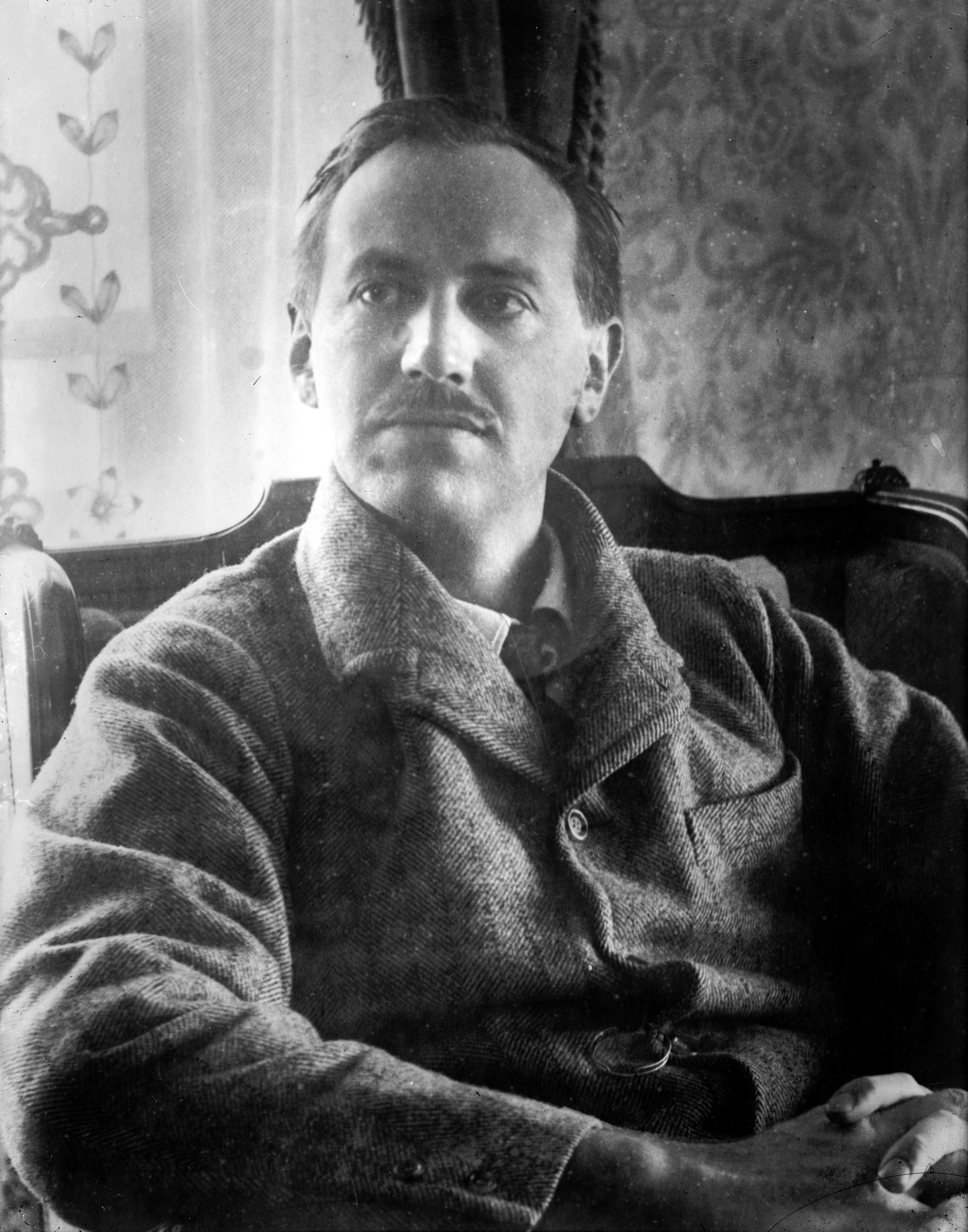
Edward Plunkett, Baron Dunsany (* 1878)

- 1878: Edward Plunkett, 18. Baron Dunsany, irischer Schriftsteller
- 1878: Sophie Rogge-Börner, deutsche Schriftstellerin
- 1878: Basil Ruysdael, US-amerikanischer Schauspieler
- 1880: Ernest Bloch, schweizerisch-amerikanischer Komponist
- 1880: Anna Müller, österreichische Gärtnereibesitzerin und Gerechte unter den Völkern
- 1881: Emma Lautenschlager, deutsche Politikerin
- 1883: Christian Börger, deutscher Orgelbauer

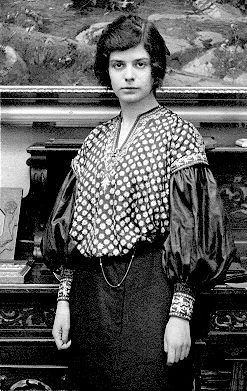
Katia Mann (* 1883)

- 1883: Katia Mann, Ehefrau von Thomas Mann
- 1883: Klaus Pringsheim senior, deutscher Dirigent, Komponist, Musikpädagoge und Musikkritiker
- 1884: Jakob Sprenger, deutscher nationalsozialistischer Politiker
- 1885: Hermann Clausen, Politiker der dänischen Minderheit in Schleswig-Holstein

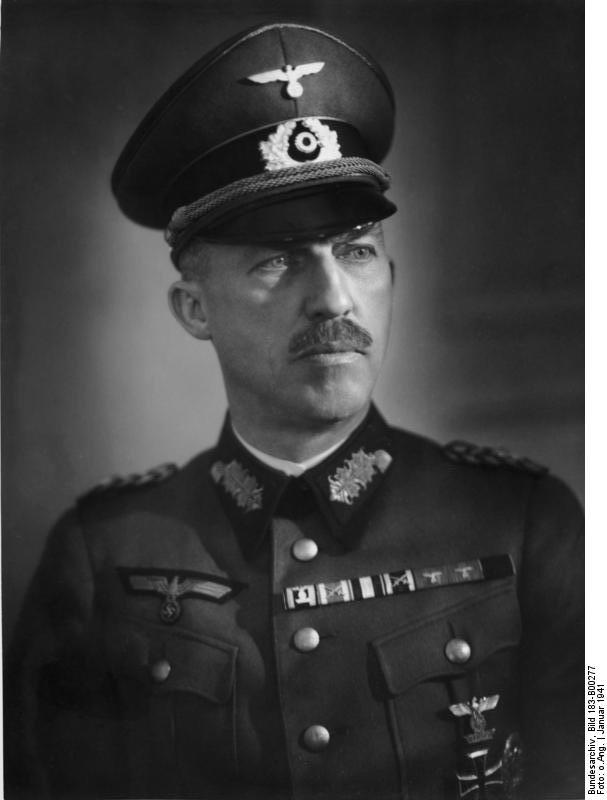
Paul von Hase (* 1885)

- 1885: Paul von Hase, deutscher Berufssoldat und Widerstandskämpfer
- 1886: Else von Schaubert, deutsche Anglistin und Philologin
- 1887: Elisabeth Braun, deutsche Schriftstellerin, Opfer des Holocaust
- 1888: Grace Hayle, US-amerikanische Schauspielerin
- 1888: Charlotte Leubuscher, deutsche Sozial- und Wirtschaftswissenschaftlerin
- 1889: Agnes Meyer Driscoll, US-amerikanische Kryptoanalytikerin
- 1889: Hertha Pohl, deutsche Schriftstellerin
- 1890: Leo Santifaller, österreichischer Historiker
- 1890: Selma Stern, deutsche Historikerin

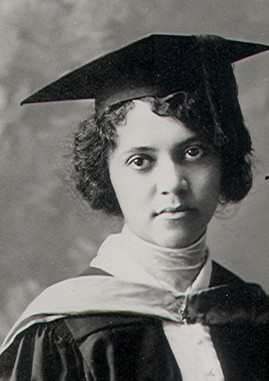
Alice Ball (* 1892)

- 1892: Alice Ball, US-amerikanische Chemikerin
- 1892: Rina De Liguoro, italienische Pianistin und Schauspielerin
- 1894: Magda Julin, schwedische Eiskunstläuferin
- 1894: Alma Rogge, deutsche Schriftstellerin
- 1895: Robert Graves, britischer Schriftsteller und Dichter
- 1896: Hermann Kasack, deutscher Schriftsteller
- 1897: Amelia Earhart, US-amerikanische Flugpionierin und Frauenrechtlerin
- 1897: Gertrud Schäfer, deutsche evangelische Pastorin in Thüringen
- 1898: Roman Chwalek, deutscher Politiker, Minister für Arbeit in der DDR
- 1898: Rosa von Waldeck, deutsch-US-amerikanische Schriftstellerin und Journalistin
- 1899: Dan George, kanadischer Schauspieler und Häuptling des Salish-Indianerstammes
- 1899: Elisabeth Groß, deutsche Hausfrau und ein Opfer der NS-Justiz

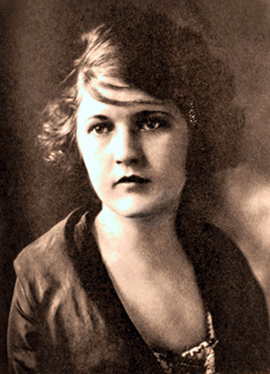
Zelda Fitzgerald (* 1900)

- 1900: Zelda Fitzgerald, US-amerikanische Autorin

### 20. Jahrhundert

#### 1901–1925
- 1901: Mabel Albertson, US-amerikanische Schauspielerin
- 1901: Sophie Nostitz-Rieneck, Tochter des Erzherzogs Franz Ferdinand von Österreich-Este
- 1902: Hans Chemin-Petit, deutscher Komponist
- 1902: Senta Geißler, deutsche Malerin
- 1904: Léo Arnaud, US-amerikanischer Musiker
- 1904: Rosemarie Reichwein, deutsche Reformpädagogin
- 1905: Omobono Tenni, italienischer Motorradrennfahrer
- 1906: Gianfranco Comotti, italienischer Automobilrennfahrer
- 1906: Félix Quinault, französischer Automobilrennfahrer
- 1906: Clemens Wilmenrod, Deutschlands erster Fernsehkoch
- 1907: Julija Pawlowna Awerkijewa, sowjetische Ethnologin
- 1907: Karl Bierwirth, deutscher Gewichtheber
- 1907: William Chalmers, schottischer Fußballspieler und -trainer
- 1909: Werner Ansel, deutscher Verwaltungsbeamter
- 1909: Sydney Bromley, britischer Schauspieler
- 1910: Trude Fontana, österreichische Schriftstellerin
- 1910: Harry Horner, österreichischer Szenenbildner und Regisseur
- 1911: Kazys Ambrozaitis, litauischer Röntgenologe und Professor
- 1911: Rudolf Liechtenhan der Jüngere, Schweizer Dramaturg und Ballettspezialist

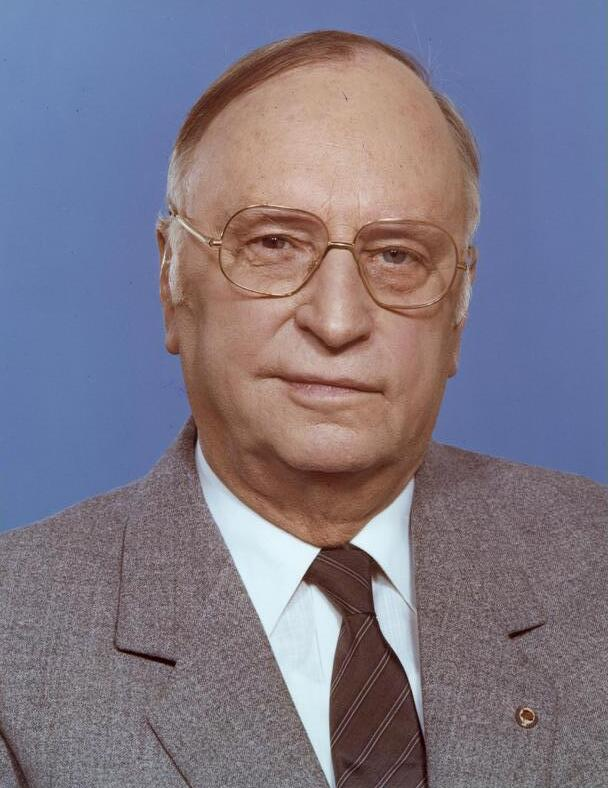
Kurt Hager (* 1912)

- 1912: Kurt Hager, deutscher Politiker, Mitglied des ZK und des Politbüros des ZK der SED der DDR, galt als Chefideologe der SED
- 1912: Essie Summers, neuseeländische Schriftstellerin
- 1913: Hermann Scheipers, deutscher römisch-katholischer Priester und KZ-Überlebender
- 1914: Frances Oldham Kelsey, kanadisch-US-amerikanische Pharmakologin
- 1914: Riccardo Malipiero, italienischer Komponist
- 1915: Zoltán Kádár, ungarischer Archäologe und Kunsthistoriker
- 1915: Johanna Lenz, deutsche Kunsthistorikerin
- 1916: Cédric Dumont, Schweizer Komponist, Dirigent und Autor
- 1916: Elly Koch, Schweizer Stickerin und Autorin
- 1917: Robert Farnon, kanadischer Komponist und Dirigent
- 1917: Tetjana Jablonska, ukrainische Kunstmalerin
- 1918: Humaira Begum, afghanische Ehefrau von Mohammed Sahir Schah
- 1919: Ferdy Kübler, Schweizer Radrennfahrer, erster Schweizer Tour-de-France-Sieger
- 1919: Peter Zinner, österreichisch-amerikanischer Filmeditor

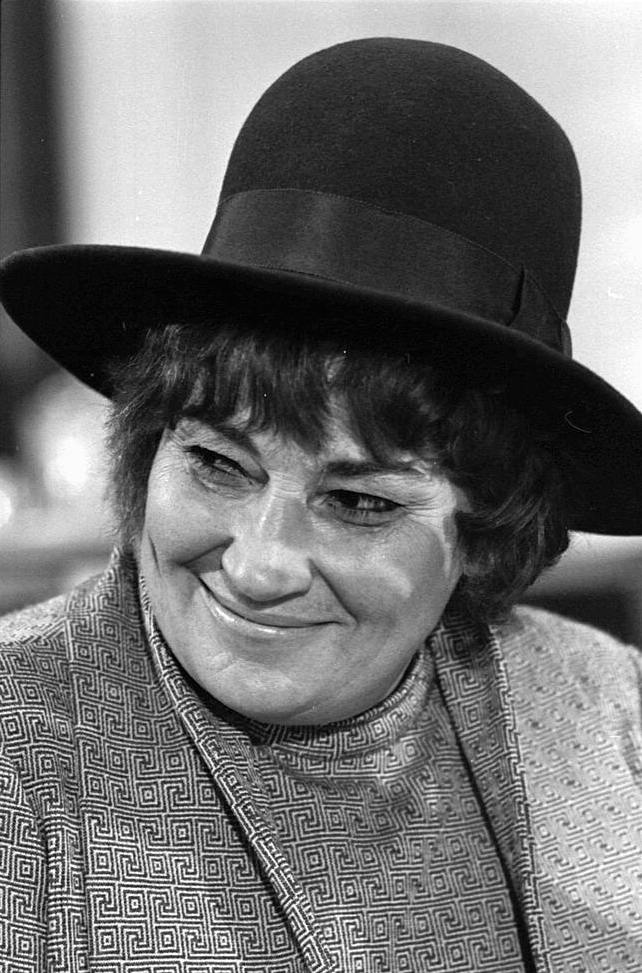
Bella Abzug (* 1920)

- 1920: Bella Abzug, US-amerikanische Politikerin und Frauenrechtlerin
- 1920: Constance Dowling, US-amerikanische Schauspielerin
- 1921: Bertl von Massow, deutsche Schachfunktionärin
- 1921: Clementine von Schuch, deutsche Konzert- und Opernsängerin
- 1921: Giuseppe Di Stefano, italienischer Opernsänger
- 1922: Babs Englaender, deutsche Malerin und Zeichnerin
- 1922: Bernard Huijbers, niederländischer Komponist, Kirchenmusiker, Priester und Jesuit
- 1922: Hans-Jürgen Wischnewski, deutscher Politiker, MdB, MdEP, Bundesminister
- 1923: Christine Hamill, britische Mathematikerin
- 1923: Warren E. Hearnes, US-amerikanischer Politiker
- 1923: Albert Vanhoye, französischer Jesuit, Theologe und Kardinal
- 1924: Sigrid Abel-Struth, deutsche Musikpädagogin und Musikschriftstellerin
- 1924: Jakob Mayr, österreichischer Weihbischof von Salzburg
- 1925: Adele Addison, US-amerikanische Sopranistin
- 1925: Ignacio Aldecoa, spanischer Schriftsteller
- 1925: Michail Jakowlewitsch Zwilling, russischer Übersetzer, Dolmetscher, Linguist und Übersetzungswissenschaftler
- 1925: Miiko Taka, US-amerikanische Schauspielerin japanischer Herkunft

#### 1926–1950

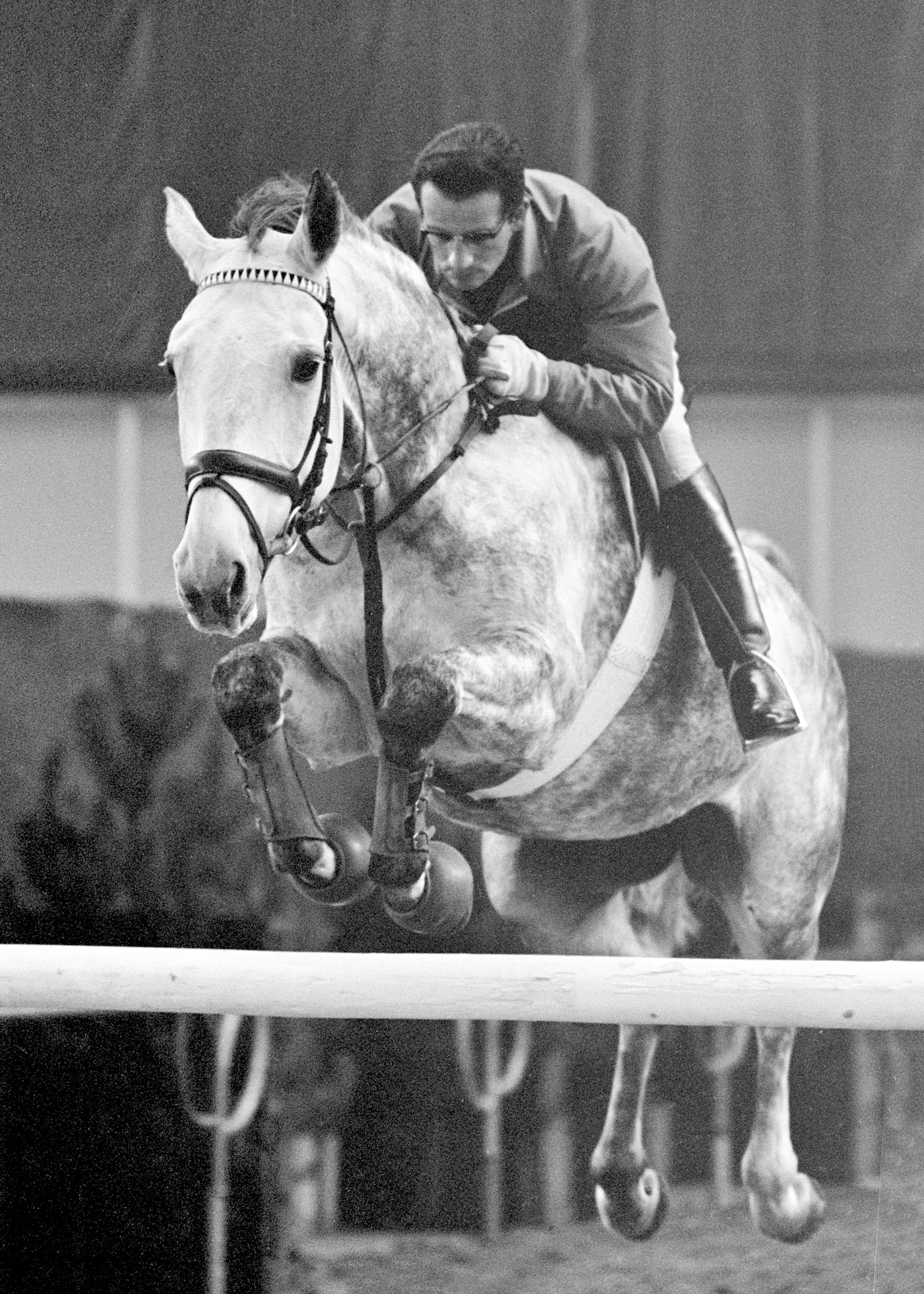
Hans Günter Winkler (* 1926)

- 1926: Hans Günter Winkler, deutscher Springreiter
- 1927: Robert Boutigny, französischer Kanute
- 1927: Wilfred Josephs, englischer Komponist
- 1927: Inge Lange, deutsche Funktionärin der FDJ, Mitglied des ZK der SED, Kandidatin des Politbüros
- 1928: Antanas Rekašius, litauischer Komponist
- 1928: Rosemarie Schuder, deutsche Schriftstellerin
- 1929: Albert Rueprecht, österreichischer Schauspieler
- 1930: Madonna Buder, US-amerikanische Ordensschwester und Triathletin
- 1930: Margrit Twellmann, deutsche Wissenschaftlerin, Dozentin und Pionierin der deutschen Frauengeschichtsforschung
- 1931: Ruth Greuner, deutsche Schriftstellerin, Herausgeberin, Verlagslektorin und Journalistin
- 1932: Sandra Giles, US-amerikanische Schauspielerin und Fotomodel
- 1932: Ruth Ryste, norwegische Politikerin und Ministerin

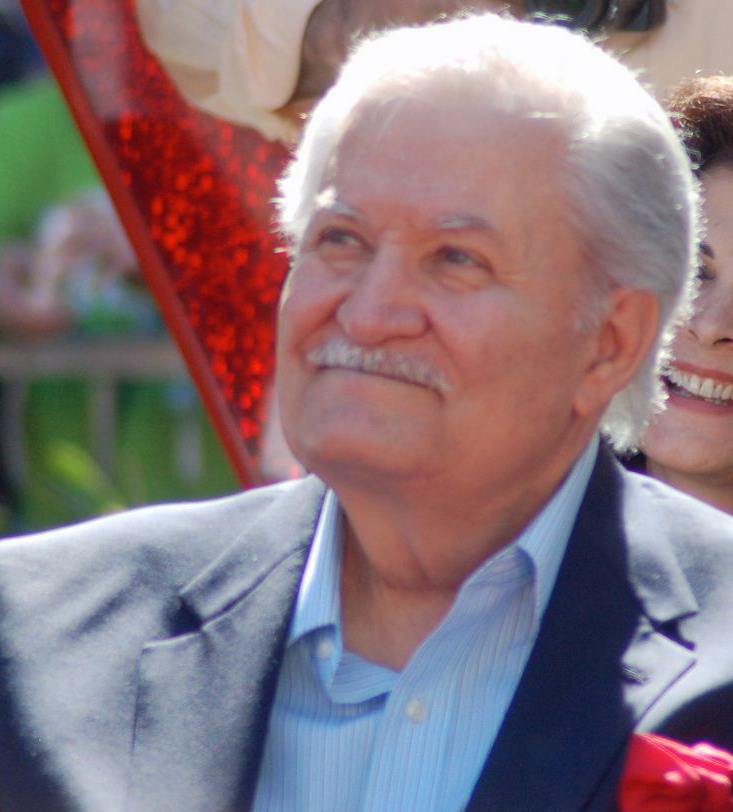
John Aniston (* 1933)

- 1933: John Aniston, griechisch-US-amerikanischer Film- und Theaterschauspieler
- 1934: Willie Davis, US-amerikanischer American-Football-Spieler und Unternehmer
- 1935: Luisella Boni, italienische Schauspielerin
- 1935: Gerd Deutschmann, deutscher Schauspieler
- 1935: Paavo Roininen, finnischer Boxer
- 1936: Arthur Brauss, deutscher Schauspieler und Synchronsprecher
- 1936: Ruth Buzzi, US-amerikanische Schauspielerin
- 1936: Gunild Lattmann-Kretschmer, deutsche Intendantin und Politikerin
- 1936: Vittorio Mancini, san-marinesischer Ringer
- 1937: Emily Blatch, Baroness Blatch, britische Politikerin
- 1937: Jürgen Rochlitz, deutscher Wissenschaftler und Politiker
- 1937: George Young, US-amerikanischer Leichtathlet
- 1938: Luiz Olavo Baptista, brasilianischer Jurist und Hochschullehrer, Mitglied des Appellate Body der WTO
- 1938: José Altafini, italienisch-brasilianischer Fußballspieler
- 1938: Barbara Grobien, deutsche Mäzenin und Golfsportlerin

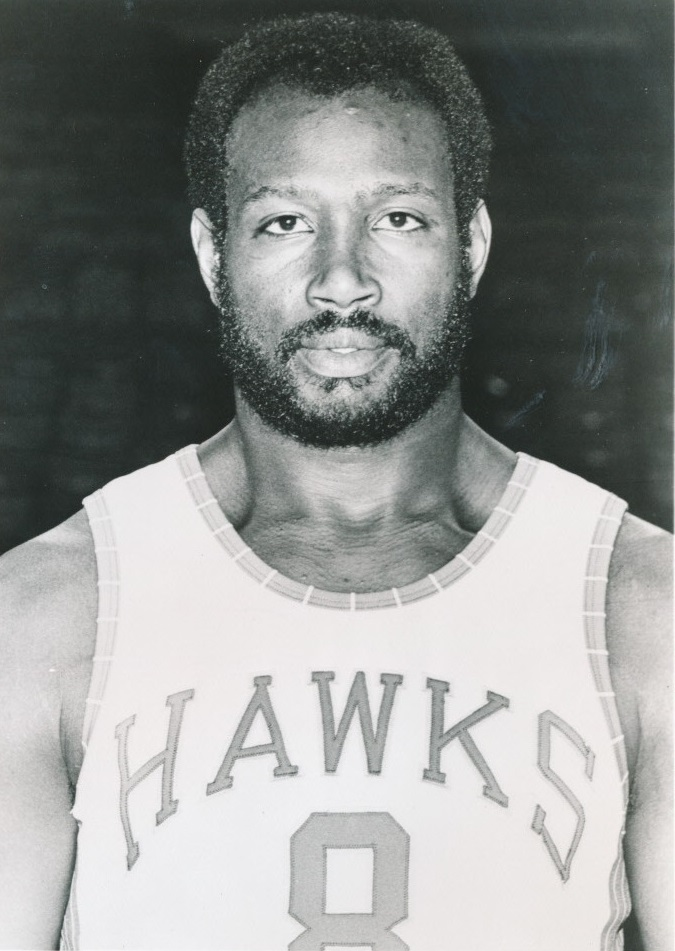
Walt Bellamy (* 1939)

- 1939: Walt Bellamy, US-amerikanischer Basketballspieler
- 1939: Susanna Hönig-Sorg, österreichische Schriftstellerin
- 1939: Jürgen Hubbert, deutscher Manager, Vorstandsmitglied der DaimlerChrysler AG
- 1939: Werner Lichtner-Aix, deutscher Maler und Graphiker
- 1940: Dieter Bellmann, deutscher Schauspieler
- 1940: Adriano Durante, italienischer Radrennfahrer
- 1940: Cynthia Moss, US-amerikanische Forscherin, Naturschützerin und Autorin
- 1941: Ernst Elitz, deutscher Journalist und Hochschullehrer
- 1941: Erna Hennicot-Schoepges, luxemburgische Pianistin und Politikerin
- 1941: Risto Kala, finnischer Basketballspieler und Mediziner
- 1942: Gernot Endemann, deutscher Schauspieler und Synchronsprecher
- 1942: Elisabeth Erdmann, deutsche Geschichtsdidaktikerin und Althistorikerin
- 1942: Al Lowe, US-amerikanischer Spieleentwickler

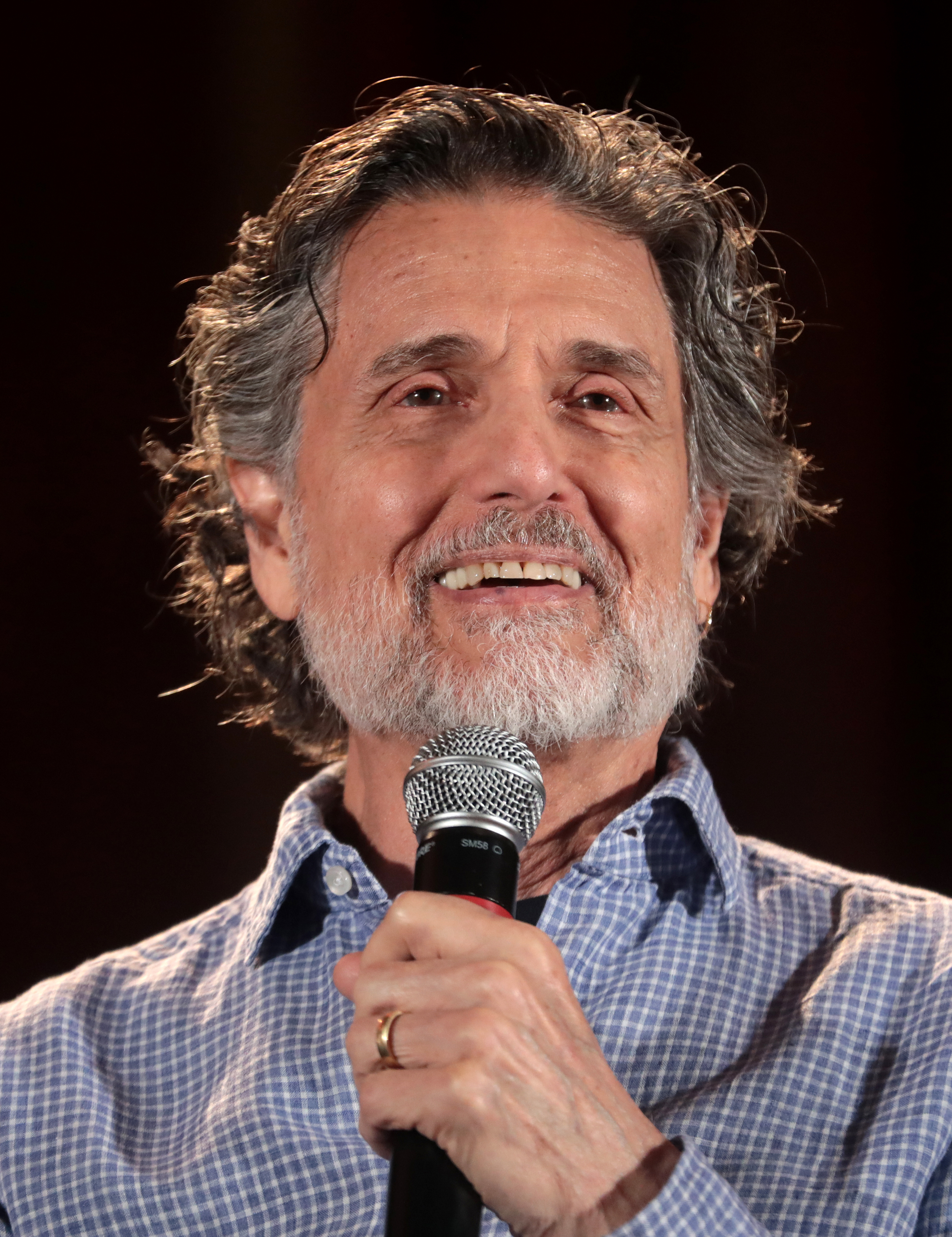
Chris Sarandon (* 1942)

- 1942: Chris Sarandon, US-amerikanischer Schauspieler
- 1942: Ilse Tschörtner, deutsche Übersetzerin und Nachdichterin russischer Literatur
- 1942: Christine Wieynk, deutsche Politikerin
- 1943: Nina Darnton, US-amerikanische Journalistin und Filmkritikerin
- 1943: Loni von Friedl, österreichische Schauspielerin
- 1943: Karin aus dem Siepen, deutsche Badmintonspielerin
- 1944: Cristina Almeida, spanische Rechtsanwältin und Politikerin
- 1944: Jan-Carl Raspe, deutscher Terrorist der Rote Armee Fraktion
- 1945: Helga van Beuningen, deutsche Übersetzerin

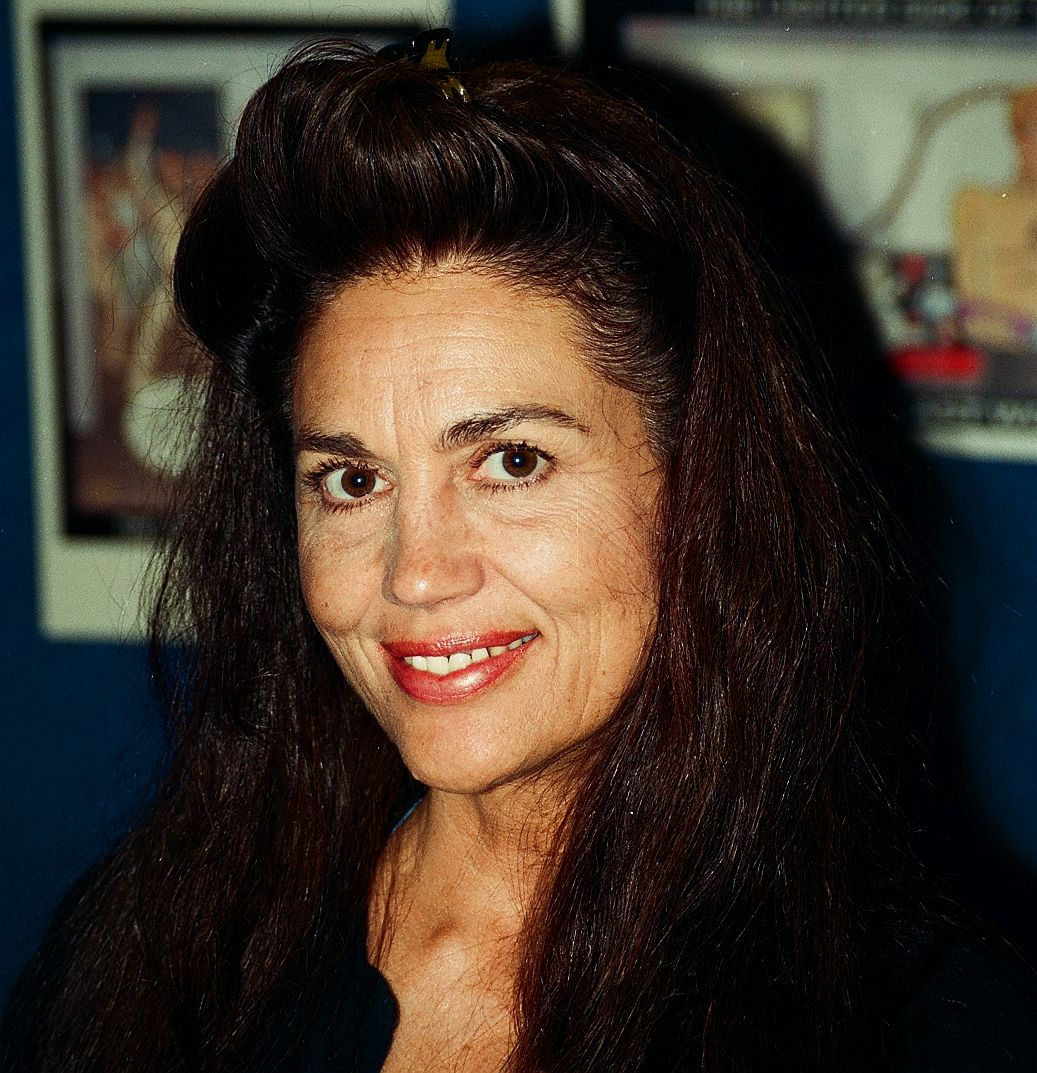
Linda Harrison (* 1945)

- 1945: Linda Harrison, US-amerikanische Filmschauspielerin und Fotomodell
- 1946: Wolfgang Dietrich, deutscher Unternehmer
- 1946: William McKenzie, Baron McKenzie of Luton, britischer Politiker und Life Peer

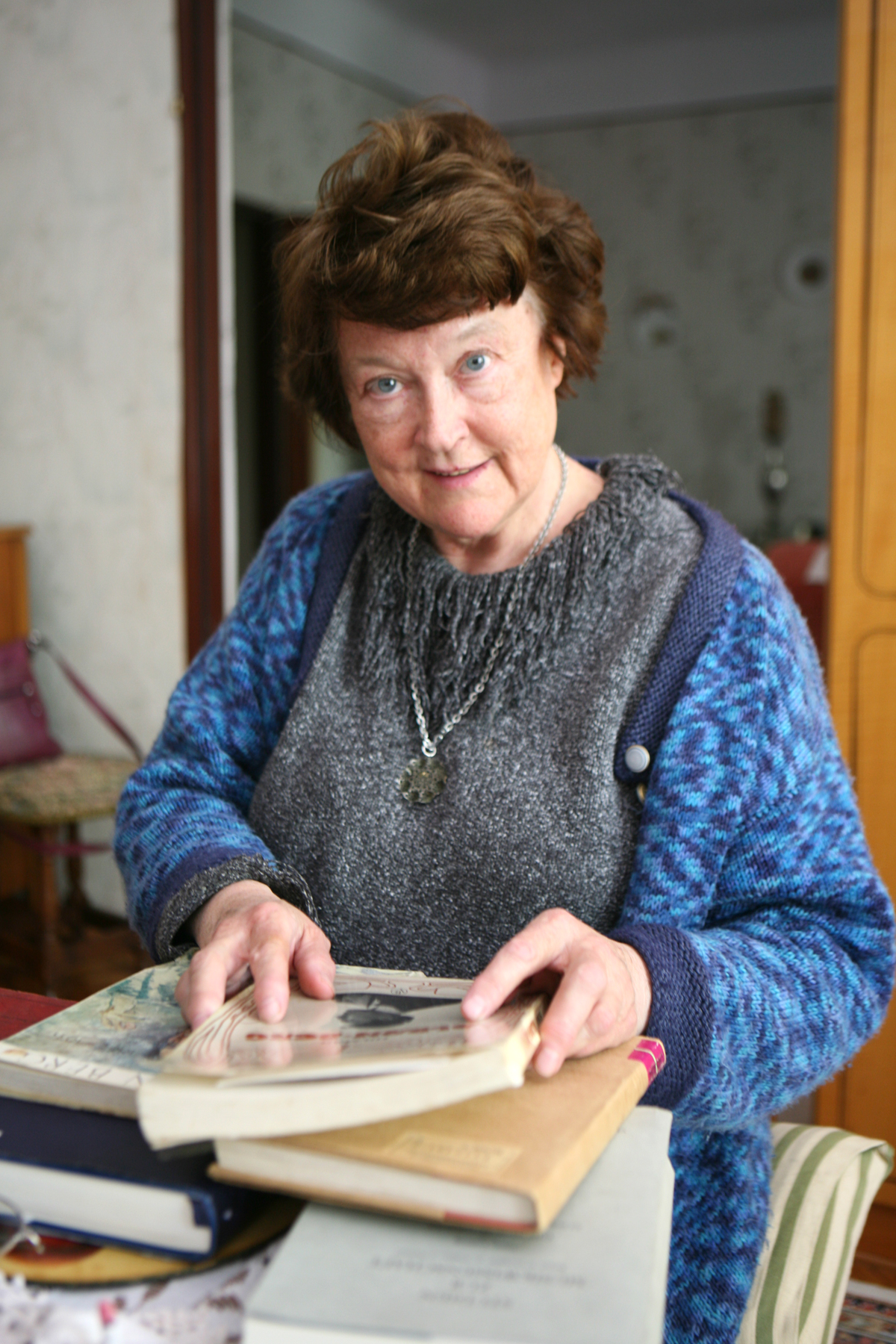
Rosemary Dorothy Moravec (* 1946)

- 1946: Rosemary Dorothy Moravec, britisch-österreichische Musikwissenschaftlerin, Autorin und Komponistin
- 1946: Andreas Kunz, deutscher Nordischer Kombinierer

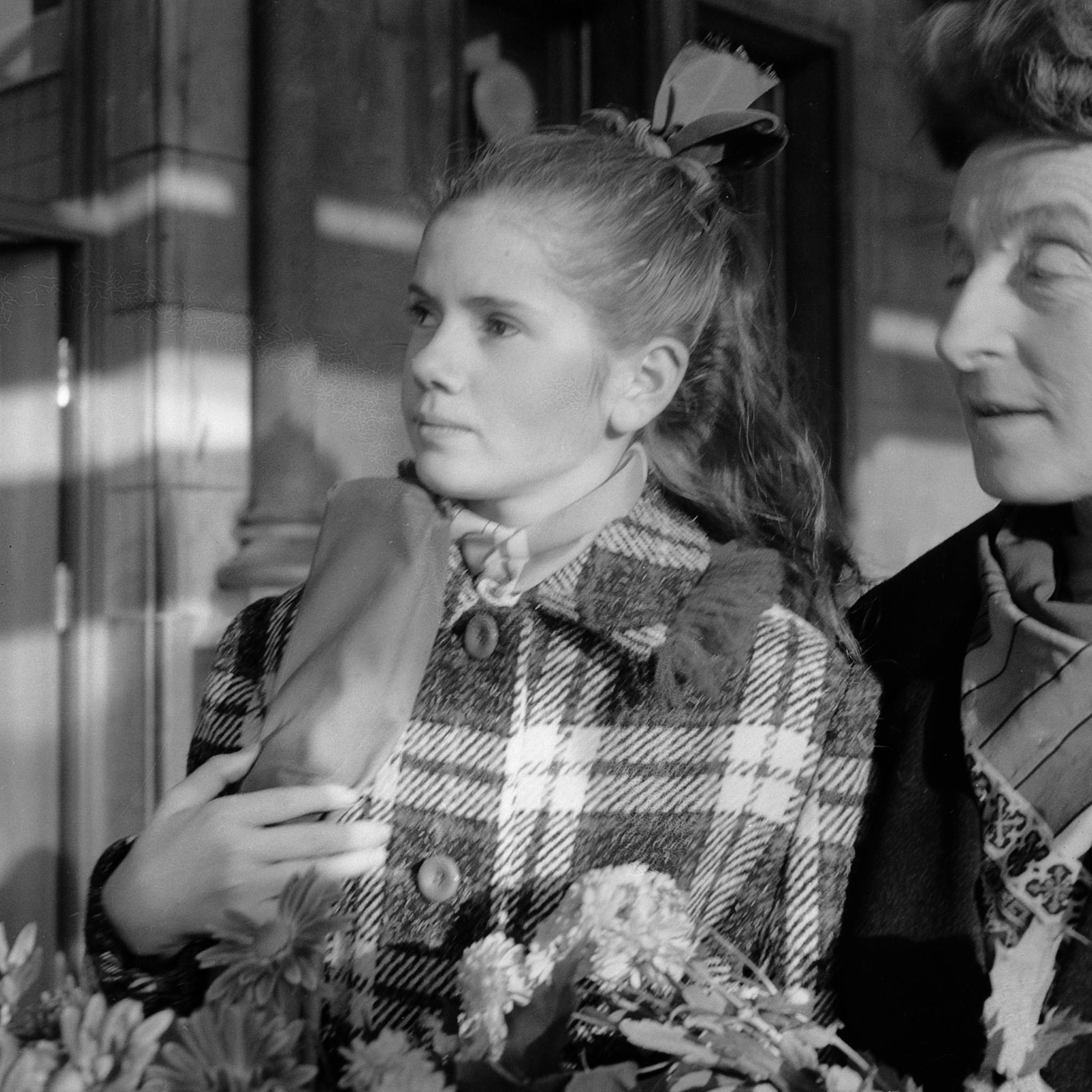
Minou Drouet (* 1947)

- 1947: Minou Drouet, französische Schriftstellerin
- 1947: Dominique Langevin, französische Physikerin
- 1947: Heinz Richter, deutscher Radsportler
- 1948: Josef Fuchs, Schweizer Radrennfahrer
- 1948: Jürgen Hildebrand, deutscher Handballspieler und -trainer
- 1948: Anne Just, dänische Gärtnerin, Künstlerin sowie Gastronomie- und Hotelbetreiberin
- 1948: Bettina Schmitz, deutsche Ägyptologin
- 1948: Alexander Waechter, österreichischer Schauspieler, Regisseur und Intendant
- 1949: Olga Dmitrijewna Karassjowa, russisch-sowjetische Kunstturnerin, Olympiasiegerin
- 1949: Gabriele Senft, deutsche Fotografin und Fotojournalistin
- 1949: Marc Yor, französischer Mathematiker
- 1950: Ignacio Quereda, spanischer Fußballtrainer
- 1950: Theodor Rieländer, deutscher Fußballspieler
- 1950: Walter Schachermayer, österreichischer Finanzmathematiker

#### 1951–1975

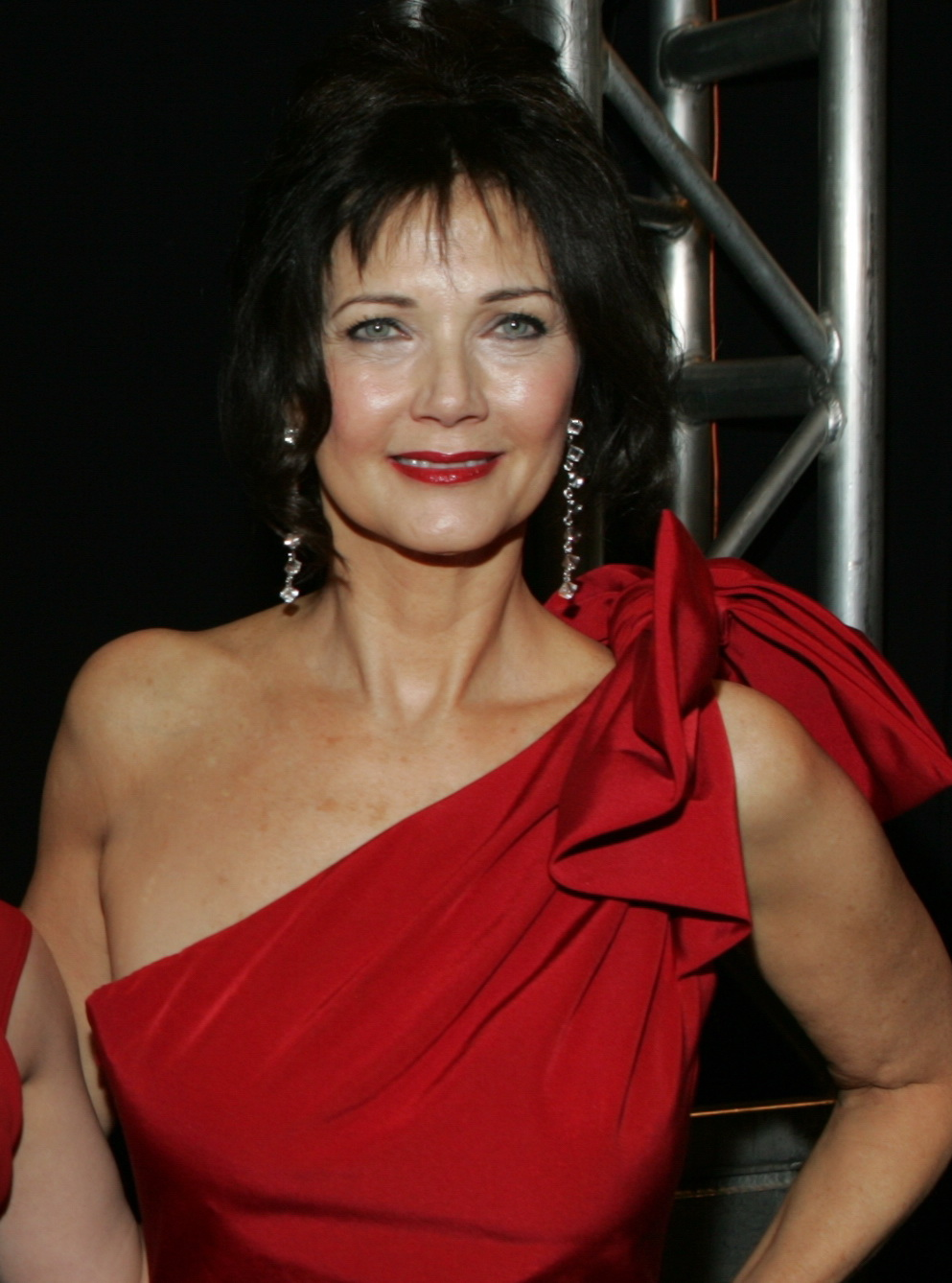
Lynda Carter (* 1951)

- 1951: Lynda Carter, US-amerikanische Schauspielerin, Sängerin und Schönheitskönigin
- 1951: Beatrice Frey, schweizerisch-österreichische Schauspielerin
- 1952: Sandy Poulsen, US-amerikanische Skirennläuferin
- 1952: Gus Van Sant, US-amerikanischer Filmregisseur und Fotograf, Musiker und Autor
- 1953: Thomas Bürger, deutscher Philologe und Bibliothekar
- 1953: Claire McCaskill, US-amerikanische Politikerin
- 1954: Erdoğan Arıca, türkischer Fußballspieler, -trainer und Sportmanager
- 1954: Jorge Jesus, portugiesischer Fußballtrainer
- 1955: Dagmar Borrmann, deutsche Dramaturgin und Hochschullehrerin
- 1955: Mohamed El-Ashram, ägyptischer Ringer
- 1955: Andy Töfferl, österreichischer Musiker
- 1955: Ursula Wulfekamp, deutsche Übersetzerin
- 1956: Charlie Crist, US-amerikanischer Politiker
- 1956: Alix Dudel, deutsche Sängerin und Schauspielerin
- 1956: Antoine Fagot, belgischer Fußballspieler

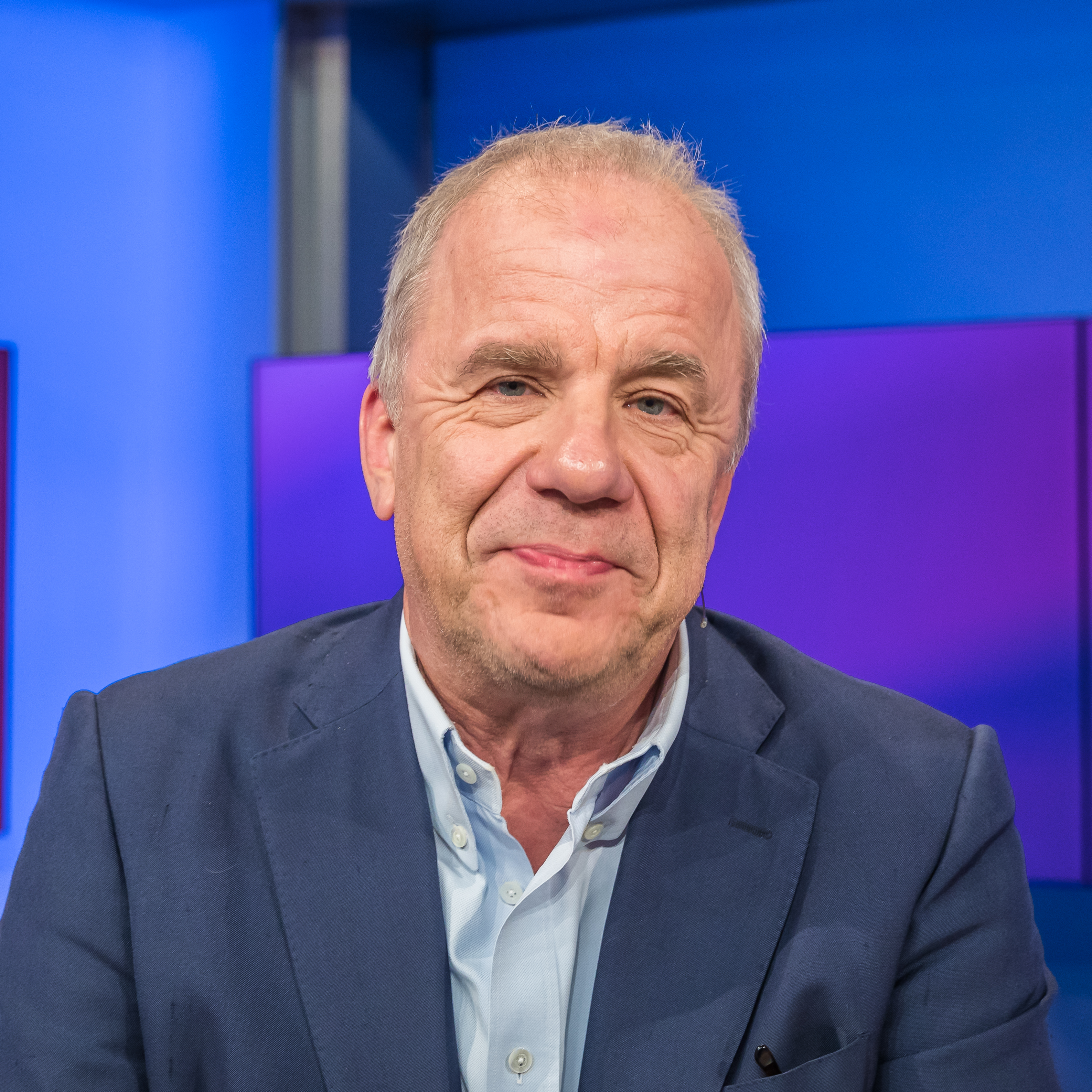
Hubertus Meyer-Burckhardt (* 1956)

- 1956: Hubertus Meyer-Burckhardt, deutscher Moderator
- 1956: Carmen Nebel, deutsche Moderatorin
- 1956: Marianne Thyssen, belgische Politikerin
- 1957: Shavkat Mirziyoyev, usbekischer Politiker
- 1957: Pam Tillis, US-amerikanische Country-Sängerin
- 1958: Alexandra Schörghuber, deutsche Unternehmerin
- 1958: Julie Zickefoose, US-amerikanische Naturbuchautorin, Biologin, Vogelillustratorin und Bloggerin
- 1959: Giuseppe Abbagnale, italienischer Ruderer
- 1959: Tilmann P. Gangloff, deutscher Journalist und Autor
- 1959: Saskia Vester, deutsche Schauspielerin
- 1960: Elvira Dones, albanische Schriftstellerin

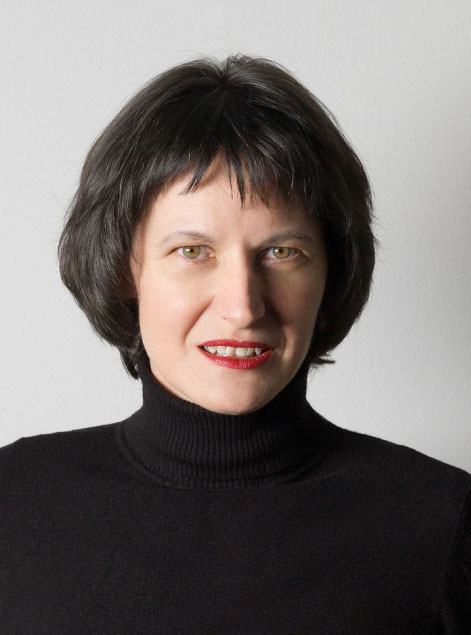
Stefanie Grüssl (* 1960)

- 1960: Stefanie Grüssl, österreichische Künstlerin
- 1960: Frank Woitaschek, deutscher Jurist
- 1961: Amy Buchwald, US-amerikanische Schauspielerin, Autorin und Komikerin
- 1961: Teresa Jiménez-Becerril Barrio, spanische Politikerin
- 1962: Eric Gujer, Schweizer Journalist; Chefredaktor der Neuen Zürcher Zeitung
- 1962: Andreas Meurer, deutscher Musiker
- 1962: Johnny O’Connell, US-amerikanischer Automobilrennfahrer
- 1963: Karl Malone, US-amerikanischer Basketballspieler, Olympiasieger
- 1963: Lars Nieberg, deutscher Springreiter
- 1964: Nic Balthazar, belgischer Fernsehjournalist, Autor und Filmregisseur
- 1964: Barry Bonds, US-amerikanischer Baseballspieler
- 1964: Pedro Passos Coelho, portugiesischer Manager und Politiker
- 1964: Peter Dabrock, deutscher Theologe und Professor
- 1964: Robyn Lambourne, australische Squashspielerin
- 1964: Kelvin Martin, US-amerikanischer Krimineller
- 1964: Barbara Meisner, deutsche Künstlerin
- 1964: Virginia Richter, deutsche Anglistin
- 1964: Banana Yoshimoto, japanische Schriftstellerin
- 1964: Inga Zerr, deutsche Neurologin und Hochschullehrerin
- 1965: Ludger Keitlinghaus, deutscher Schachmeister
- 1965: Alexander Puzrin, Schweizer Geowissenschaftler und Geotechniker

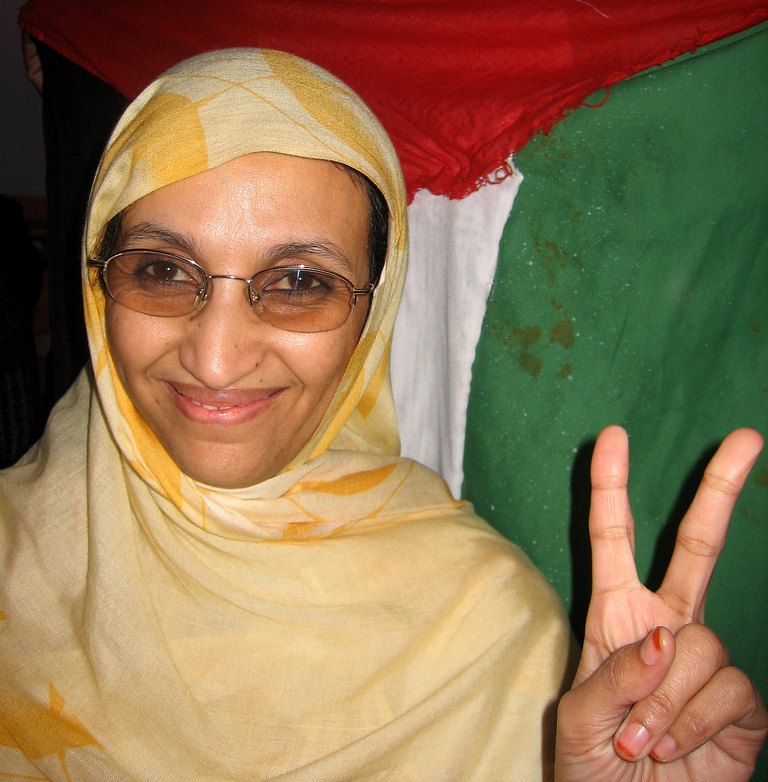
Aminatou Haidar (* 1966)

- 1966: Aminatou Haidar, saharauische Menschenrechtsaktivistin
- 1966: Martin Keown, englischer Fußballspieler
- 1967: Melania Singer, Schweizer Filmeditorin
- 1968: Christian Beetz, deutscher Filmproduzent, Regisseur und Dozent
- 1968: Kristin Chenoweth, US-amerikanische Musicaldarstellerin und Filmschauspielerin
- 1968: Klaus Klaffenböck, österreichischer Motorradrennfahrer
- 1968: Jörg Lemberg, deutscher Filmkomponist
- 1969: Burkhard Balz, deutscher Politiker, MdEP
- 1969: Jennifer Lopez, US-amerikanische Popsängerin und Schauspielerin
- 1970: Carl-Christian Dressel, deutscher Politiker und Hochschullehrer, MdB
- 1970: Elli Kokkinou, griechische Folk-Pop- und Modern-Laika-Sängerin
- 1970: Tim Montgomerie, britischer Aktivist, Blogger und Kolumnist

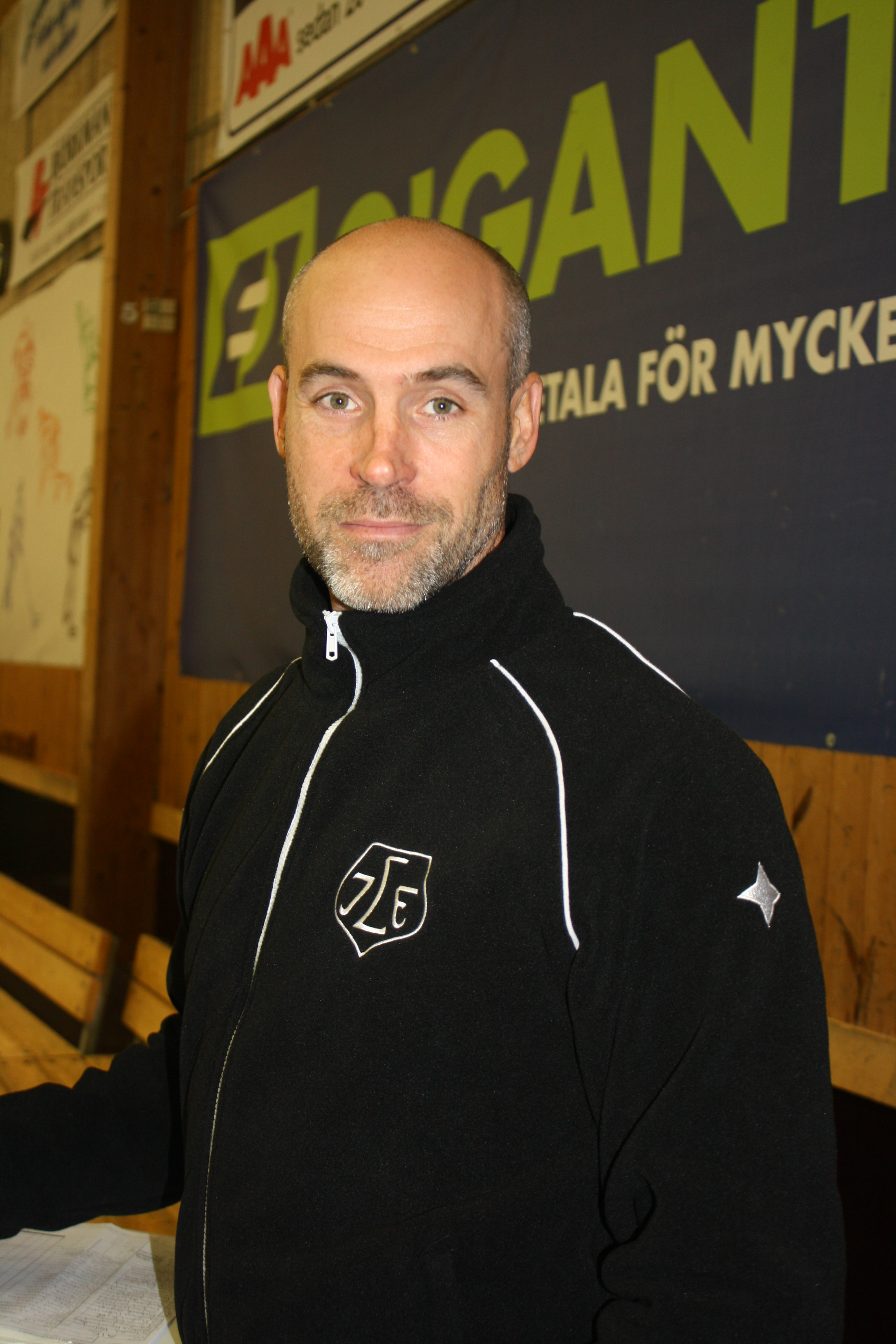
Christer Olsson (* 1970)

- 1970: Christer Olsson, schwedischer Eishockeyspieler
- 1970: Gerald Ressmann, österreichischer Eishockeyspieler
- 1971: Dino Baggio, italienischer Fußballspieler
- 1971: Patty Jenkins, US-amerikanische Filmregisseurin
- 1971: André Schubert, deutscher Fußballspieler und -trainer
- 1971: Herbert Ulrich, deutscher Schauspieler
- 1972: Luca Cattaneo, italienischer Skirennläufer
- 1972: Waltraud Deeg, italienische Politikerin
- 1972: Kaiō Hiroyuki, japanischer Sumōringer
- 1973: Andreas Bisowski, deutscher Schauspieler, Hörspielsprecher, Theaterregisseur und Dramatiker

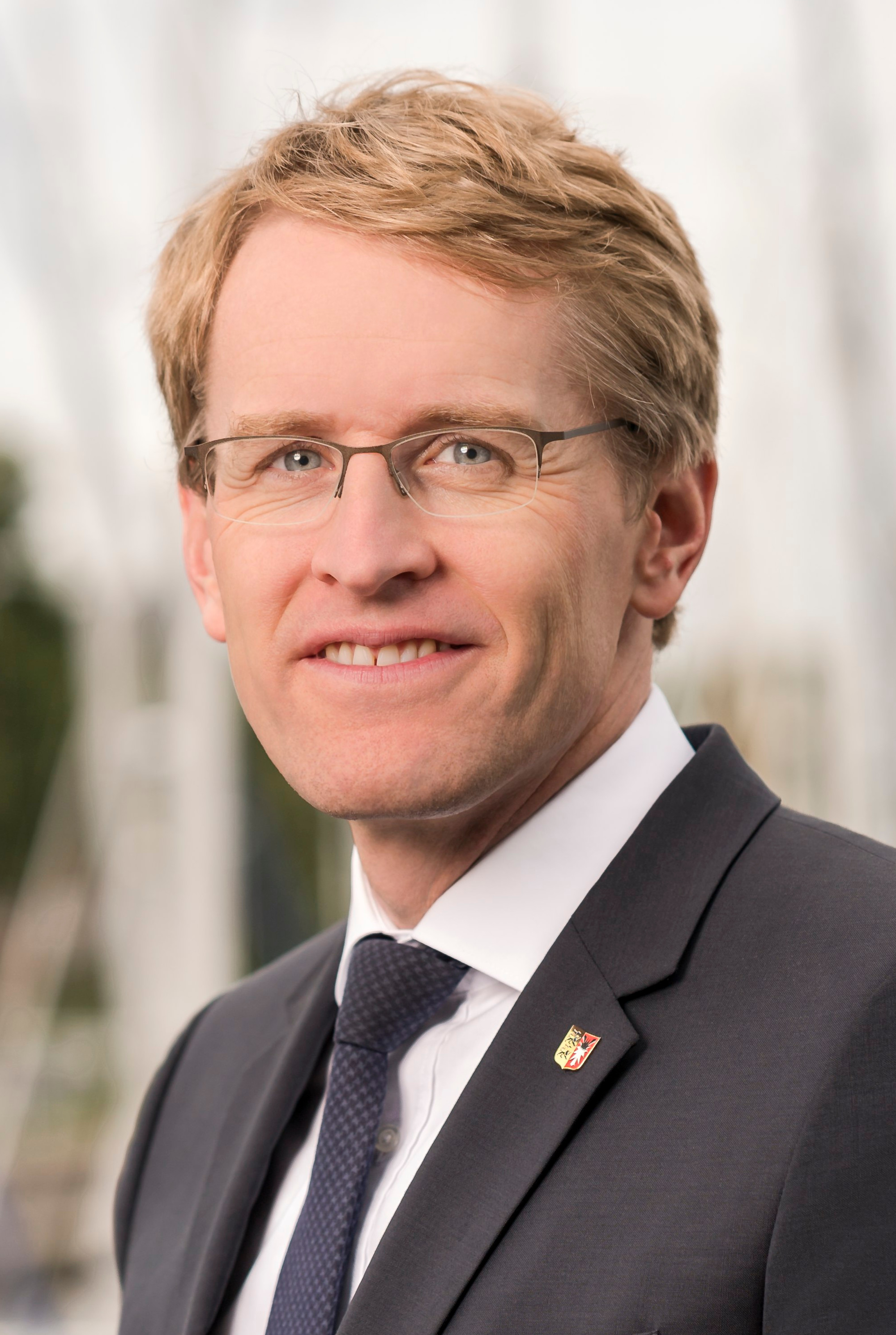
Daniel Günther (* 1973)

- 1973: Daniel Günther, deutscher Politiker
- 1973: Johan Micoud, französischer Fußballspieler
- 1973: Nana Yuriko, deutsch-japanische Regisseurin, Drehbuchautorin, Kamerafrau und Filmproduzentin
- 1974: Ham Bong-sil, nordkoreanische Langstreckenläuferin
- 1974: Iosif Polterovich, israelisch-kanadischer Mathematiker
- 1975: Konrad Bansa, deutscher Handball‑ und Beachhandballtorwart
- 1975: Laura Fraser, britische Schauspielerin
- 1975: Jamie Langenbrunner, US-amerikanischer Eishockeyspieler
- 1975: John O’Shea, irischer Dartspieler
- 1975: Torrie Wilson, US-amerikanisches Fotomodell und Profiwrestlerin

#### 1976–2000
- 1976: Rafer Alston, US-amerikanischer Basketballspieler
- 1976: Josef Heynert, deutscher Schauspieler
- 1976: Tiago Monteiro, portugiesischer Automobilrennfahrer
- 1976: Alexei Seliwerstow, russischer Bobfahrer
- 1977: Mehdi Mahdavikia, iranischer Fußballspieler
- 1979: Rose Byrne, australische Schauspielerin
- 1979: Franziska Peters, deutsche Richterin am Bundesfinanzhof
- 1979: Bo Spellerberg, dänischer Handballspieler
- 1981: Nayib Bukele, salvadorianischer Politiker

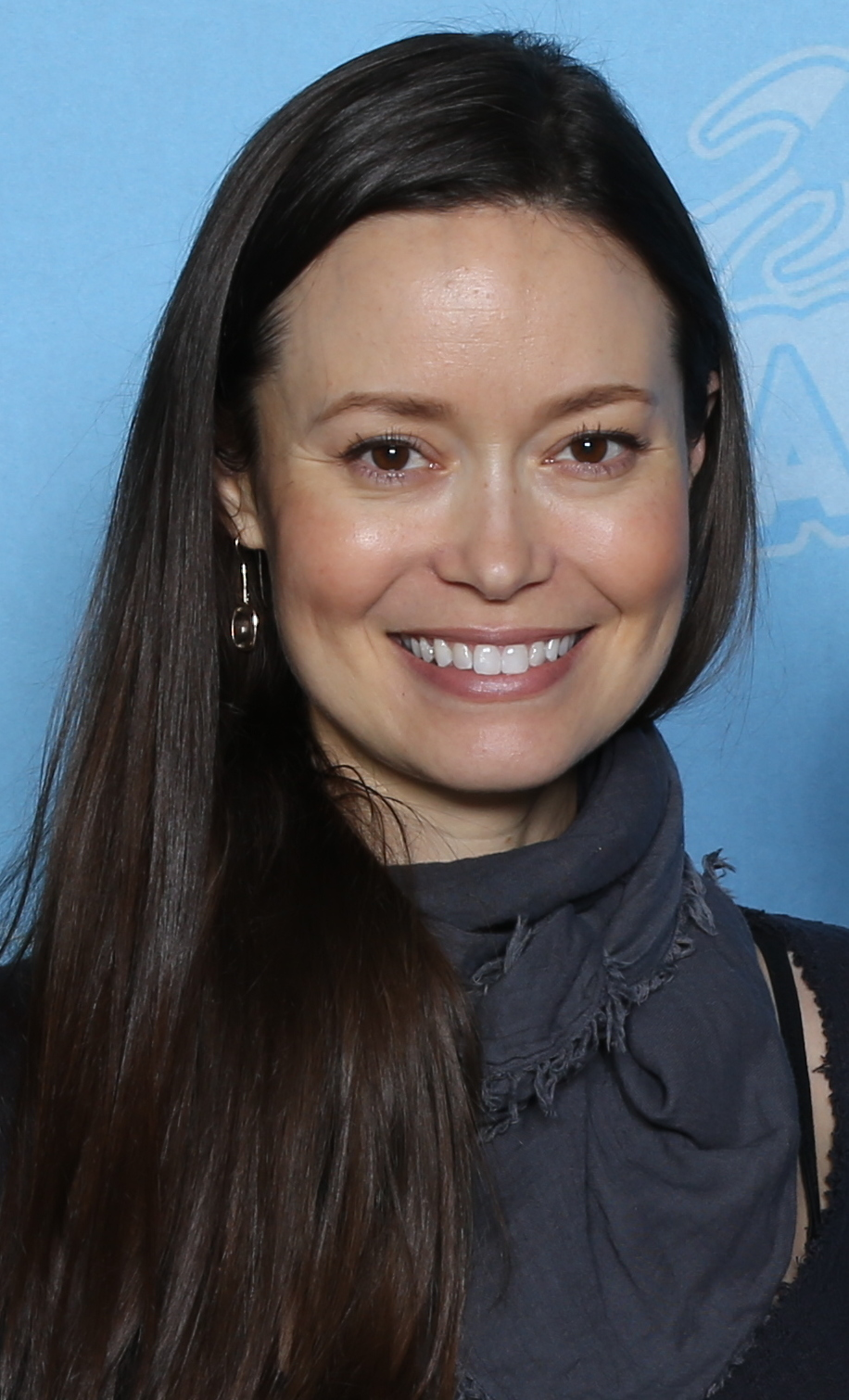
Summer Glau (* 1981)

- 1981: Summer Glau, US-amerikanische Tänzerin und Schauspielerin

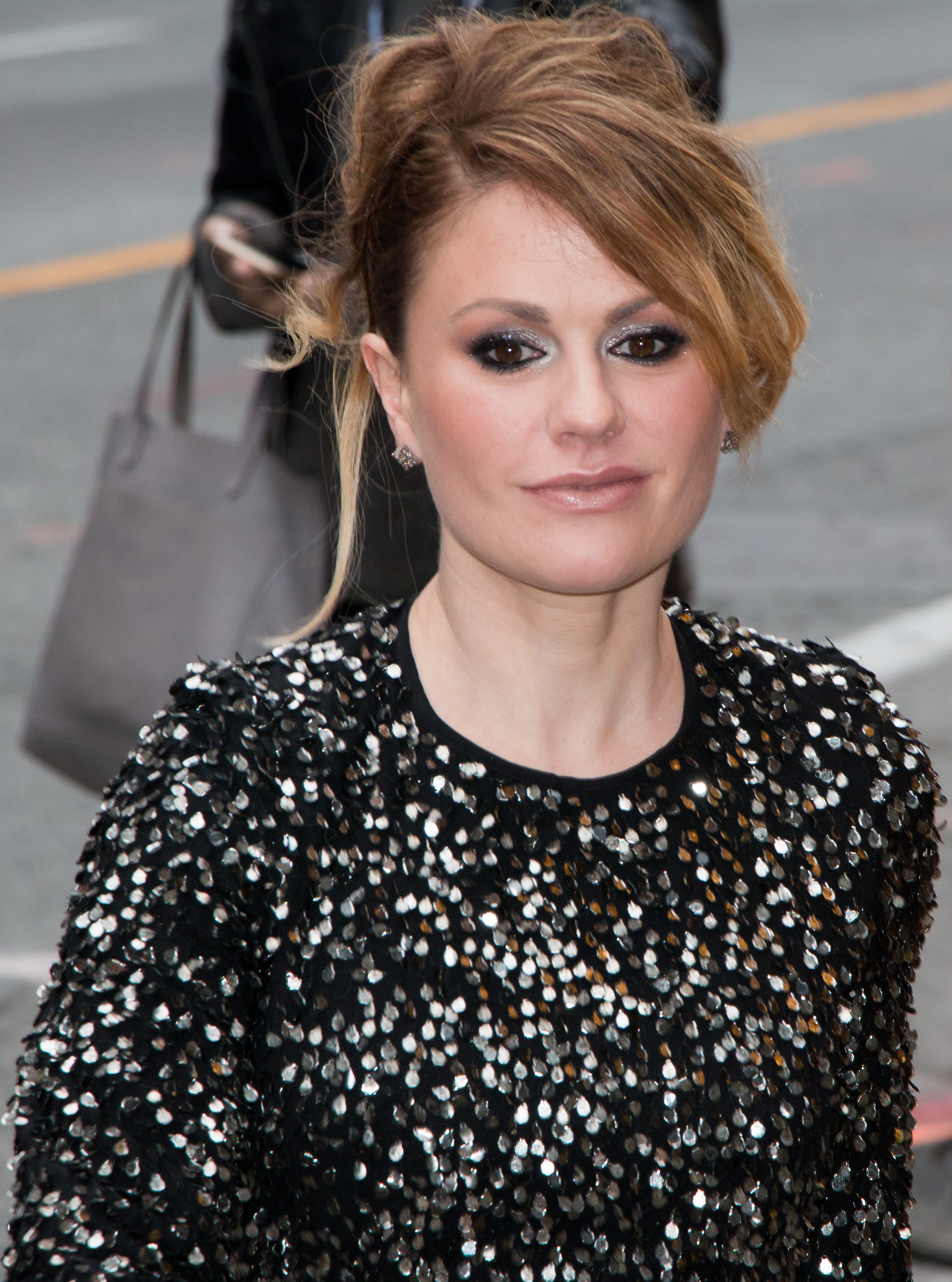
Anna Paquin (* 1982)

- 1982: Anna Paquin, kanadisch-neuseeländische Schauspielerin
- 1982: Adrian Wehner, deutscher Handballspieler
- 1983: Daniele De Rossi, italienischer Fußballspieler
- 1984: Elmo, deutscher Rapper
- 1984: Julie Fuchs, französische Opernsängerin
- 1984: Juha-Matti Ruuskanen, finnischer Skispringer
- 1985: Pankaj Advani, indischer Snooker- und English-Billiards-Spieler
- 1985: Felix Danner, deutscher Handballspieler
- 1985: Teagan Presley, US-amerikanische Pornodarstellerin
- 1986: Fernando Tissone, argentinischer Fußballspieler
- 1986: Natalie Tran, australische Schauspielerin, Schriftstellerin und Vloggerin
- 1987: Mara Wilson, US-amerikanische Filmschauspielerin

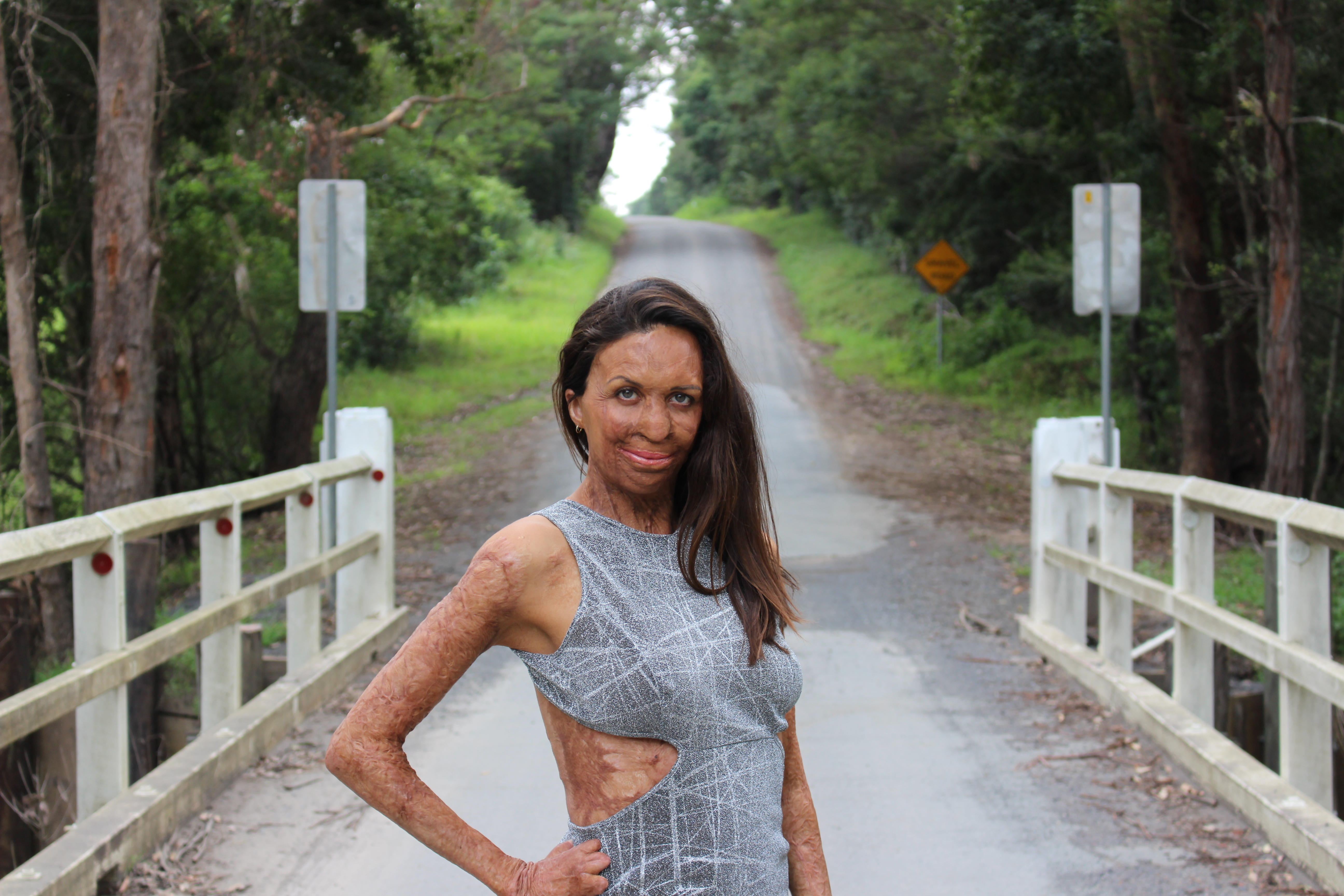
Turia Pitt (* 1987)

- 1987: Turia Pitt, australische Ingenieurin und Aktivistin
- 1989: Fredrik Lindström, schwedischer Biathlet

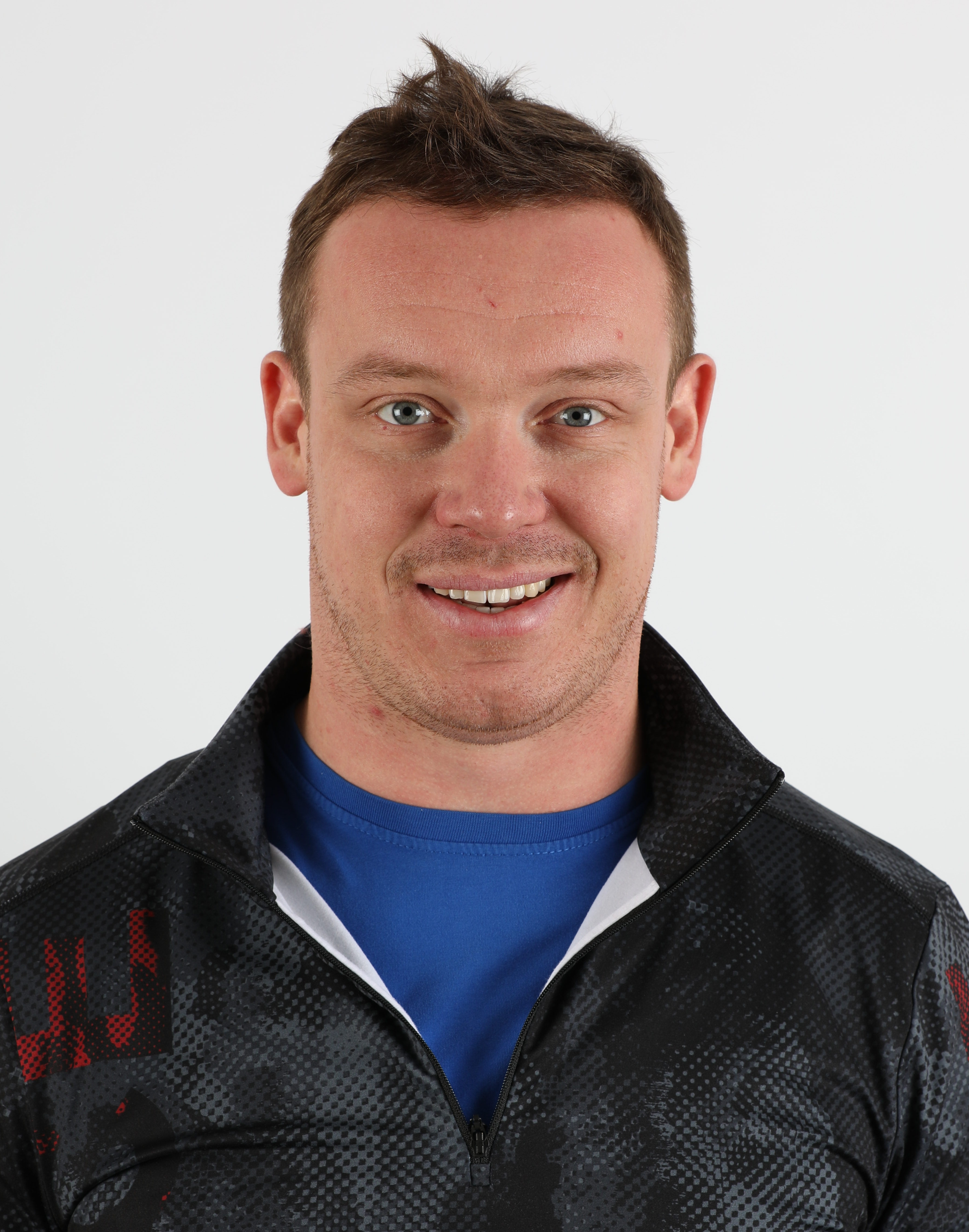
Felix Loch (* 1989)

- 1989: Felix Loch, deutscher Rennrodler
- 1990: Iso Sluijters, niederländischer Handballspieler
- 1990: Dean Stoneman, britischer Automobilrennfahrer
- 1991: Anita Eichhorn, deutsche Schauspielerin
- 1991: Emily Bett Rickards, kanadische Schauspielerin
- 1991: Lucas Scupin, deutscher Schauspieler
- 1993: Eliza Butterworth, britische Schauspielerin und Synchronsprecherin
- 1993: Nina Heglund, norwegisch-britische Handballspielerin
- 1993: Andreas Linde, schwedischer Fußballtorwart
- 1994: Alexandra Jurjewna Prokopjewa, russische Skirennläuferin
- 1996: Davide Plebani, italienischer Radrennfahrer
- 1996: negatiiv OG, deutscher Rapper
- 1998: Tara Fischer, deutsche Schauspielerin
- 1998: Anton Grammel, deutscher Skirennläufer
- 1998: Sophie Wotschke, österreichische Politikerin
- 1999: Manor Solomon, israelischer Fußballspieler

### 21. Jahrhundert
- 2003: Giammarco Levorato, italienischer Automobilrennfahrer
- 2005: Jung Dae-yoon, südkoreanischer Freestyle-Skier

## Gestorben

### Vor dem 18. Jahrhundert
- 0936: Hilduin, Bischof von Lüttich und Verona, Erzbischof von Mailand
- 1042: Heribert, Fürstbischof von Eichstätt
- 1115: Mathilde von Canossa, Markgräfin auf der Burg Canossa im toskanischen Apennin
- 1129: Shirakawa, 72. Tennō von Japan
- 1198: Berthold, Bischof in Livland
- 1240: Konrad von Thüringen, Hochmeister des Deutschen Ordens
- 1266: Albrecht II. von Mutzschen, Bischof von Meißen
- 1282: Heinrich, Graf von Pfannberg

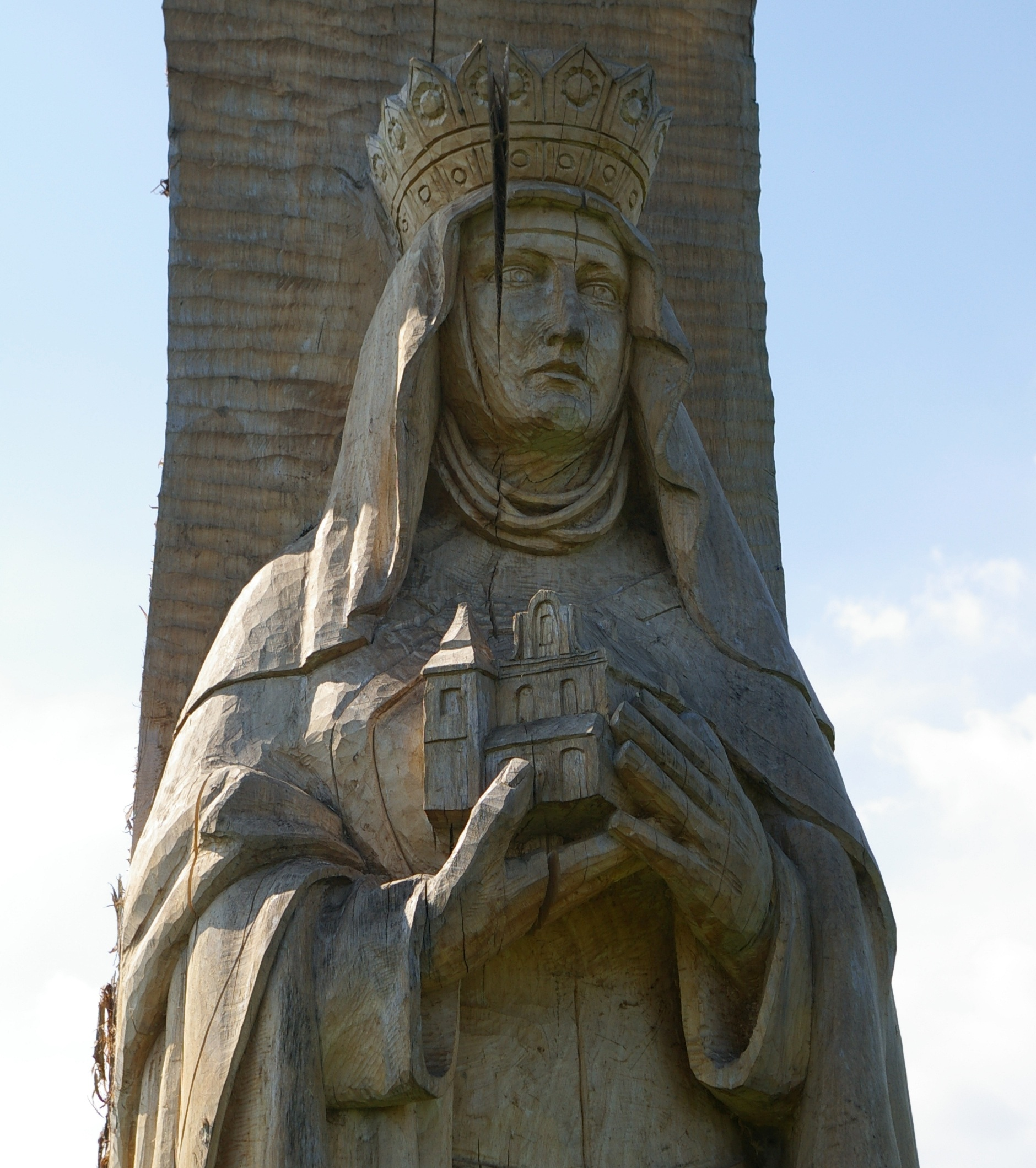
Kinga von Polen († 1292)

- 1292: Kinga von Polen, ungarische Prinzessin, polnische Herzogin und Heilige der römisch-katholischen Kirche
- 1299: Emich I., Bischof von Worms
- 1313: Ralph Baldock, englischer Geistlicher
- 1328: Isabella von Kastilien, Infantin von Kastilien, Königin von Aragón und Herzogin der Bretagne
- 1394: Alexander Stewart, 1. Earl of Buchan, schottischer Adeliger
- 1433: Gerhard VII., Graf von Holstein und Prätendent von Schleswig
- 1466: Johann III. von Werder, Bischof von Merseburg
- 1475: Albrecht von Eyb, deutscher Jurist, frühhumanistischer Schriftsteller und Übersetzer
- 1503: Luise von Savoyen, französische Adelige und Nonne
- 1503: Adolph Occo, deutscher Mediziner und Humanist
- 1513: Johannes Reborch, deutscher Geistlicher, Prior des Augustinerchorherrenstiftes in Bordesholm
- 1523: Adrien Gouffier de Boissy, französischer Kirchenfürst
- 1524: Marco Cornaro, Kardinal der römisch-katholischen Kirche

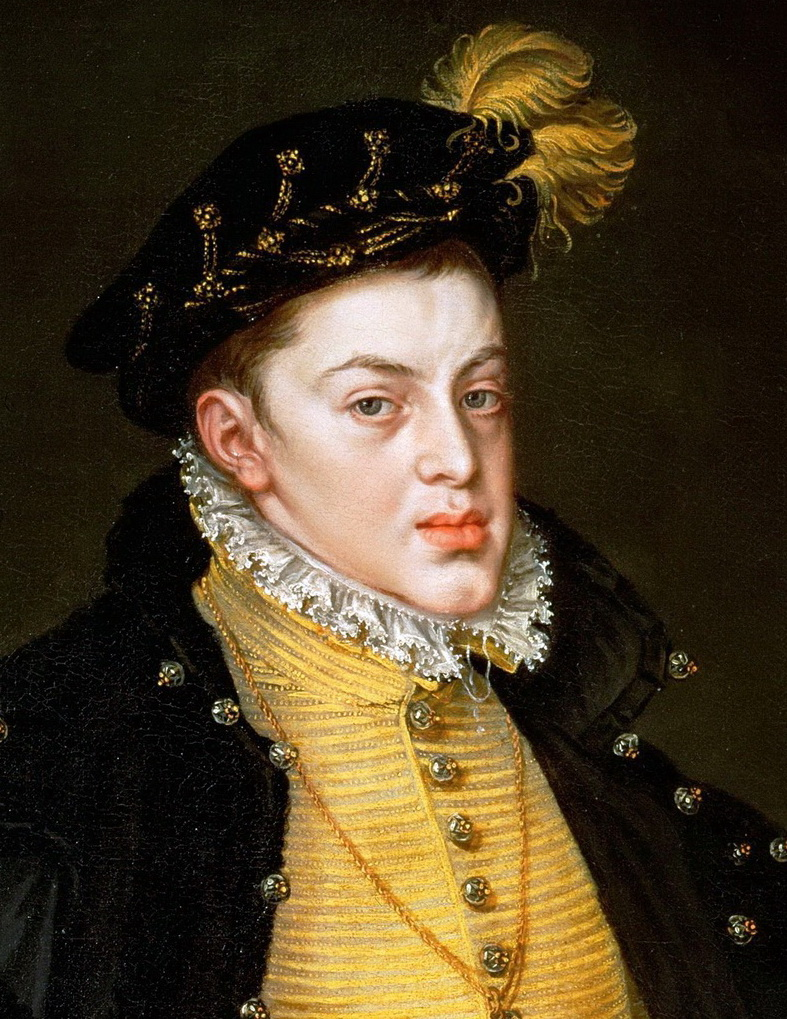
Don Carlos († 1568)

- 1568: Don Carlos, Sohn König Philipps II. von Spanien
- 1584: Johann Sagittarius, deutscher evangelischer Theologe
- 1587: Johann Stucke, Kanzler der schwedischen Regierung für das Herzogtum Bremen-Verden
- 1597: Johannes Posthius, deutscher Arzt und Dichter
- 1655: Friedrich von Logau, deutscher Dichter des Barock
- 1663: Thomas Baltzar, deutscher Violinist und Komponist
- 1677: Ignatius Andreas Akhidjan, katholischer Patriarch
- 1681: Agafja Semjonowna Gruschezkaja, als Gemahlin Fjodors III. Zarin von Russland

### 18. Jahrhundert
- 1702: François Langlade, französischer römisch-katholischer Priester, Erzpriester in den Cevennen
- 1702: Hans Rudolph von Minckwitz, kursächsischer Generalleutnant und Gouverneur zu Leipzig
- 1704: Honorius Aigner, österreichischer Benediktiner und Abt des Klosters Kremsmünster
- 1705: Christoph Burckhardt, Basler Politiker
- 1713: Peter Witte, Landvogt von Fehmarn
- 1716: Johann Georg Haresleben, österreichischer Steinmetz und Bildhauer des Barock
- 1720: Kilian Stumpf, deutscher Jesuit und Priester in der Chinamission
- 1739: Benedetto Marcello, italienischer Komponist
- 1742: Octavio Broggio, böhmischer Architekt und Baumeister des Hochbarock

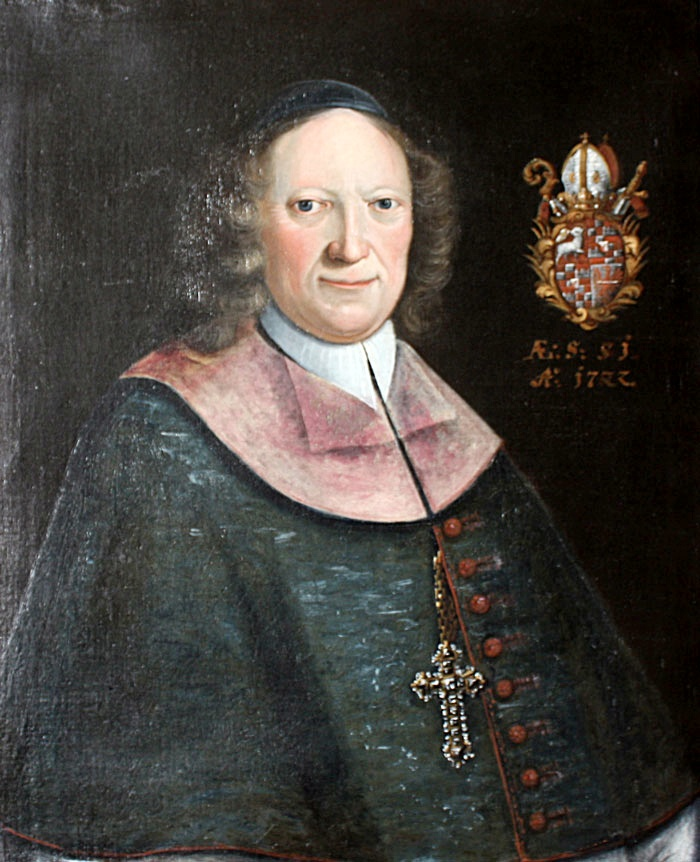
Kaspar Ignaz von Künigl († 1747)

- 1747: Kaspar Ignaz von Künigl, Fürstbischof von Brixen
- 1748: Heinrich XXIV., Graf Reuß von Schleiz zu Köstritz
- 1748: Anna Euphrosine Mogen, deutsche Schriftstellerin und Historikerin
- 1749: Carl Friedrich von Zocha, Obristbaudirektor, Geheimrat und Minister im Markgraftum Brandenburg-Ansbach
- 1752: Michael Christian Festing, englischer Violinist und Komponist
- 1768: Wilhelm Heinrich, Fürst von Nassau-Saarbrücken
- 1771: Johann George von Lindenau, deutscher Adliger
- 1774: Johann George Schmidt, deutscher Baumeister des Spätbarock und Ratszimmermeister in Dresden
- 1783: Teodoro Benedetti, italienischer Architekt und Bildhauer
- 1790: Johann Friedrich Hiller, deutscher Pädagoge, Rhetoriker und Philosoph
- 1791: Ignaz von Born, österreichischer Mineraloge und Geologe
- 1797: Johann Jacobé, österreichischer Kupferstecher

### 19. Jahrhundert
- 1804: Martin Knoller, deutscher Freskomaler

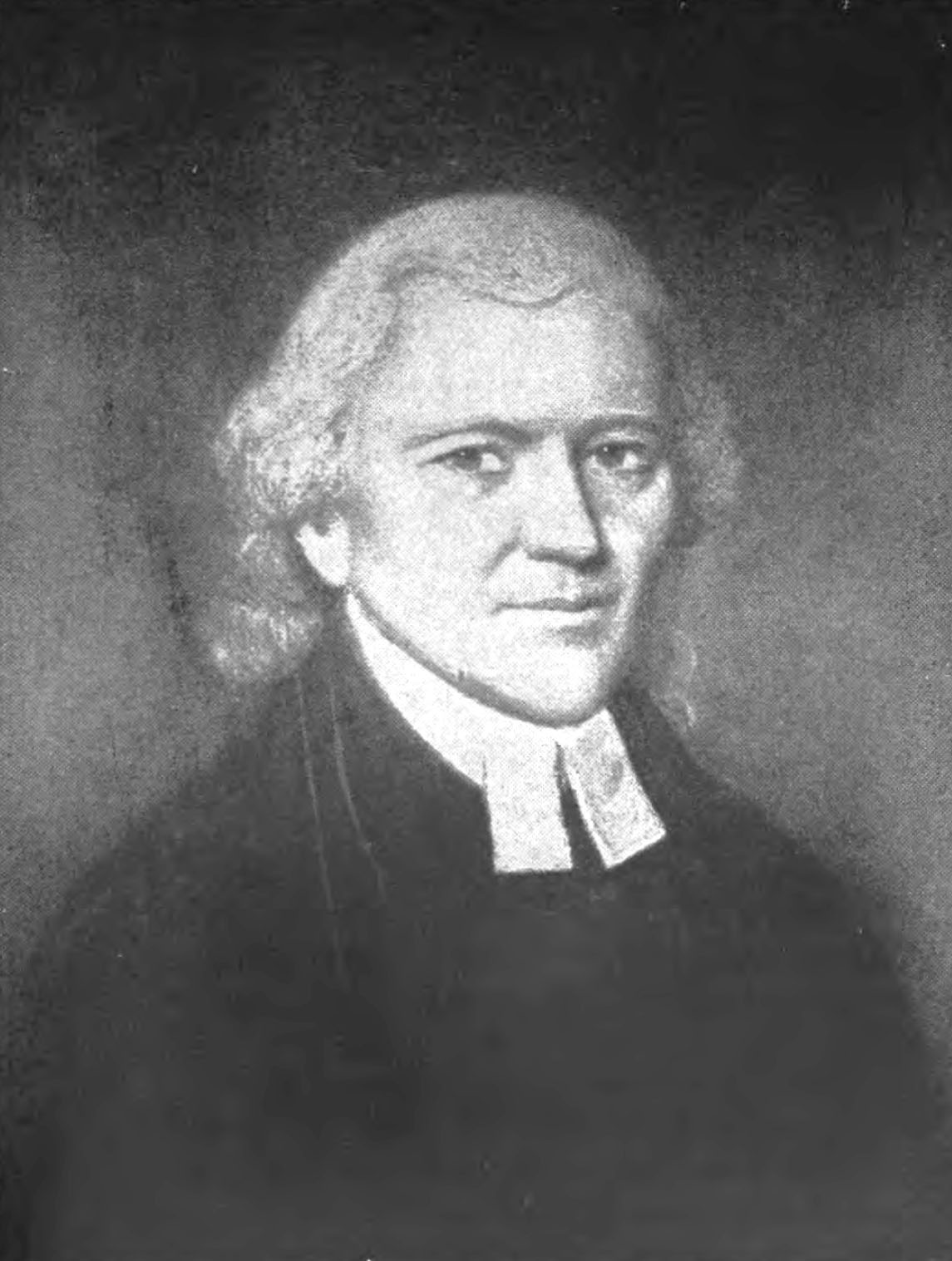
Johann Christoph Kunze († 1807)

- 1807: Johann Christoph Kunze, deutscher protestantischer Theologe
- 1812: Joseph Schuster, deutscher Opernkomponist
- 1812: Louis Thomas Villaret de Joyeuse, französischer Admiral und Politiker
- 1815: Ferdinand Bernhard Vietz, österreichischer Mediziner und Botaniker
- 1817: Beda Aschenbrenner, deutscher Professor für Kirchenrecht und Abt
- 1821: Johann Timotheus Hermes, deutscher Dichter und Romanschriftsteller
- 1826: Richard Clough Anderson, US-amerikanischer Politiker und Diplomat, Mitglied des Repräsentantenhauses, Botschafter
- 1828: Félix María Calleja del Rey, spanischer Feldherr, Vizekönig von Neuspanien
- 1830: Carl Gustav Jochmann, deutscher Publizist
- 1833: Anastasio Mártir Aquino San Carlos, indigener Fürst
- 1837: Alphonse Bourquin, Schweizer Aufständischer
- 1837: Robert Cocking, englischer Fallschirmspringer und -konstrukteur
- 1848: Andrei Iwanowitsch Iwanow, russischer Maler
- 1862: Martin Van Buren, US-amerikanischer Politiker, Senator, Staatspräsident
- 1869: Otto Philipp Braun, bolivianischer Politiker deutscher Herkunft, Minister
- 1883: Matthew Webb, britischer Schwimmer
- 1887: August Feierabend, Schweizer Mediziner und Schriftsteller
- 1895: Joseph-Henri Altès, französischer Flötist und Komponist

### 20. Jahrhundert

#### 1901–1950
- 1904: Fulvio Fulgonio, italienischer Schriftsteller und Librettist
- 1904: Ernst Friedrich Wilhelm Koenigs, deutscher Bankier
- 1905: Adolf Cluss, deutsch-US-amerikanischer Architekt

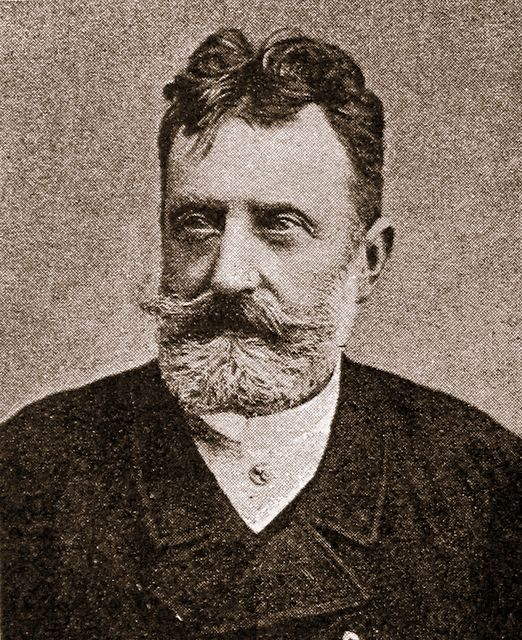
Ferdinand von Saar († 1906)

- 1906: Ferdinand von Saar, österreichischer Schriftsteller, Dramatiker und Lyriker
- 1908: Walter Leistikow, deutscher Maler
- 1910: Adolf Winkelmann, deutscher Physiker
- 1915: Tommaso Villa, italienischer Abgeordneter und Minister
- 1916: Eugène Anthiome, französischer Komponist
- 1917: Ernst Bassermann, deutscher Politiker
- 1920: Ludwig Ganghofer, deutscher Schriftsteller
- 1920: Hermann Möckel, deutscher Seminaroberlehrer, Stadtverordnetenvorsteher, Vereins- und Verbandsfunktionär
- 1921: Cyrus I. Scofield, US-amerikanischer Jurist und Theologe
- 1922: St George Ashe, britischer Ruderer
- 1922: Emil Rellstab, Schweizer Landwirt und Politiker
- 1922: Elise Wiedermann, österreichisch-australische Sängerin
- 1925: Paul Asten, deutscher Reichsgerichtsrat
- 1925: Ottilie Baader, deutsche Frauenrechtlerin und Sozialistin
- 1926: Eduard Bally, Schweizer Unternehmer und Politiker
- 1927: Akutagawa Ryūnosuke, japanischer Dichter und Schriftsteller
- 1930: Šatrijos Ragana, litauische Schriftstellerin
- 1931: Theodor Kipp, deutscher Rechtswissenschaftler
- 1933: Alfredo Helsby, chilenischer Maler
- 1934: Hans Hahn, österreichischer Mathematiker
- 1935: Hugo Asbach, deutscher Weinbrand-Fabrikant
- 1935: Frits Went, niederländischer Botaniker

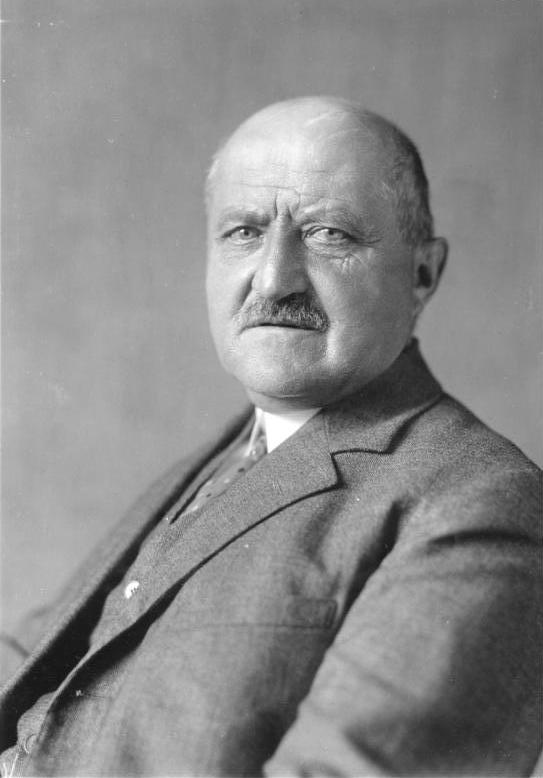
Georg Michaelis († 1936)

- 1936: Georg Michaelis, deutscher Jurist und Reichskanzler
- 1938: Carl Friedrich Lehmann-Haupt, deutscher Altorientalist und Althistoriker
- 1941: Josef Leopold, österreichischer Offizier und Politiker, LAbg., Landesleiter der NSDAP in Österreich, MdR
- 1941: Rudolf Ramek, österreichischer Jurist und Politiker
- 1942: Hendrik Bolkestein, niederländischer Althistoriker
- 1942: Juan Peiró, spanischer Ökonom und Anarchist

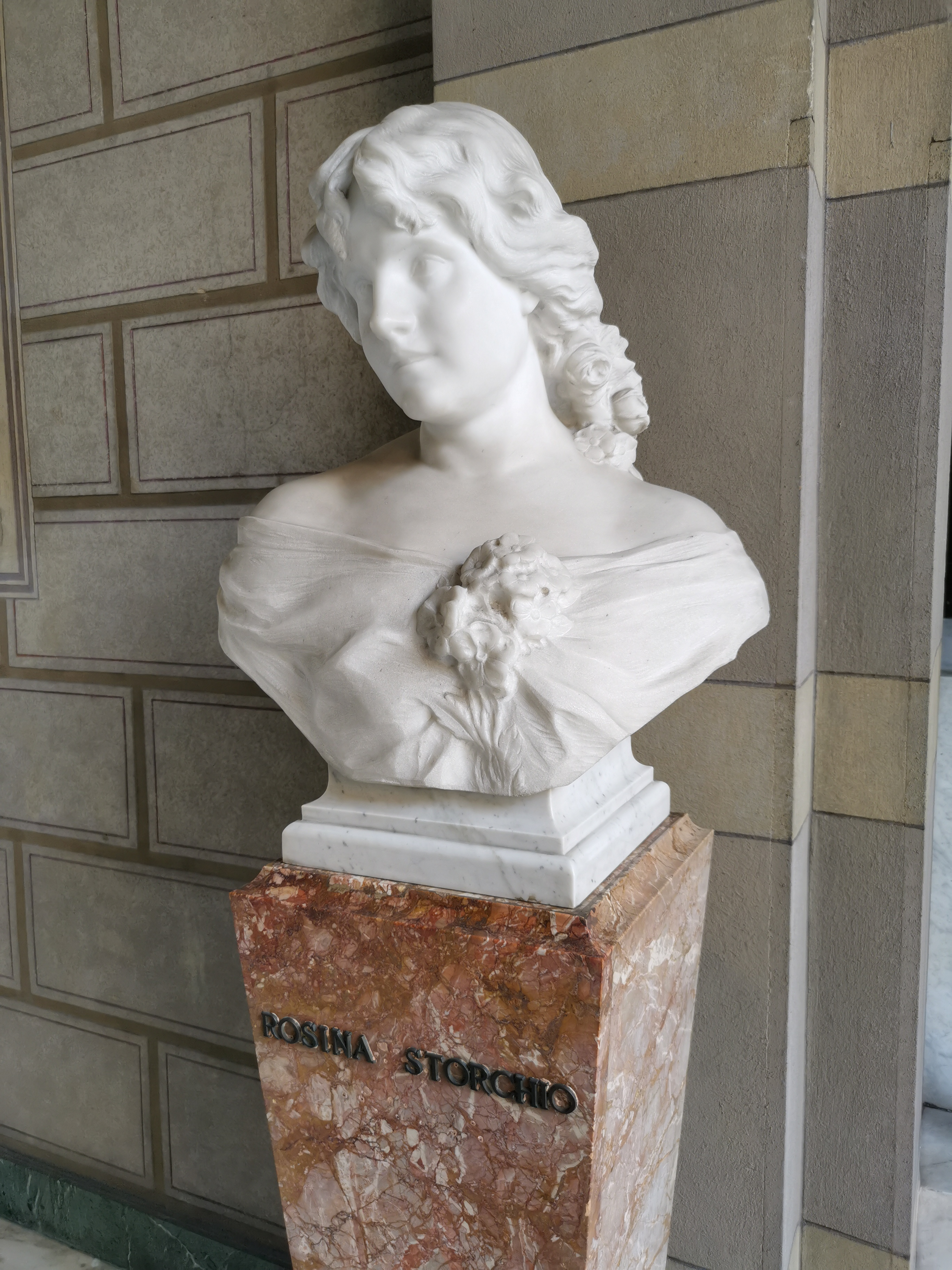
Rosina Storchio († 1945)

- 1945: Rosina Storchio, italienische Opernsängerin
- 1948: Bruno Ahrends, deutscher Architekt

#### 1951–2000
- 1951: Arno Esch, deutscher Politiker in der Sowjetischen Besatzungszone
- 1952: Frida Piper-von Buhl, deutsche Winzerin
- 1953: Hendrik Ebo Kaspers, niederländischer Antimilitarist und Anarchist
- 1956: Alessandro Anzani, italienischer Ingenieur und Motorradrennfahrer
- 1957: Sacha Guitry, französischer Schauspieler und Filmregisseur, Drehbuchautor und Dramatiker
- 1959: Hans Behrendt, deutscher Offizier
- 1959: Alfred Dehlinger, deutscher Politiker
- 1960: Hans Albers, deutscher Schauspieler und Sänger
- 1964: Anakreon Stamatiadis, griechischer Arzt, Pathologe und Esperantist

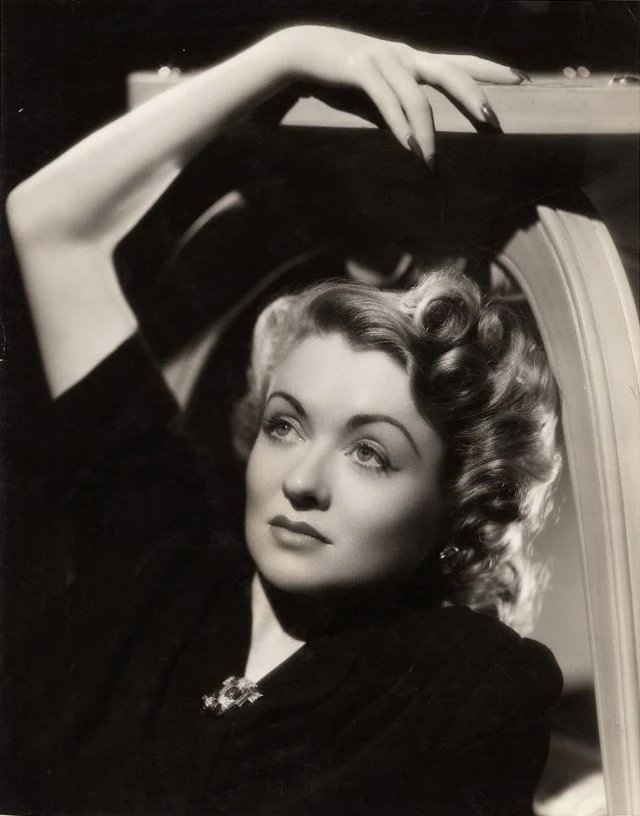
Constance Bennett († 1965)

- 1965: Constance Bennett, US-amerikanische Schauspielerin
- 1965: Hans Jauch, deutscher Oberst und Freikorpsführer
- 1966: Carl McKinley, US-amerikanischer Komponist
- 1967: Waddy Kuehl, US-amerikanischer American-Football-Spieler
- 1968: Hans Welker, deutscher Fußballspieler
- 1970: Gerhard Graubner, deutscher Architekt
- 1970: Werner Schramm, deutscher Bühnenbildner, Bildnis-, Figuren- und Landschaftsmaler
- 1971: Norbert Artner, Komponist und Musikpädagoge
- 1971: Ernst Josef Aufricht, deutscher Schauspieler und Theaterdirektor
- 1971: Christl Mardayn, österreichische Schauspielerin
- 1972: Cecil Wingfield Fiennes, britischer Peer und Automobilrennfahrer
- 1972: Edvard Frank, deutscher Maler
- 1972: Lance Reventlow, dänisch-US-amerikanischer Automobilrennfahrer und Playboy
- 1972: Franz Schuster, österreichischer Architekt
- 1973: Hans Appel, deutscher Fußballspieler
- 1974: József Antall, ungarischer Jurist und Politiker

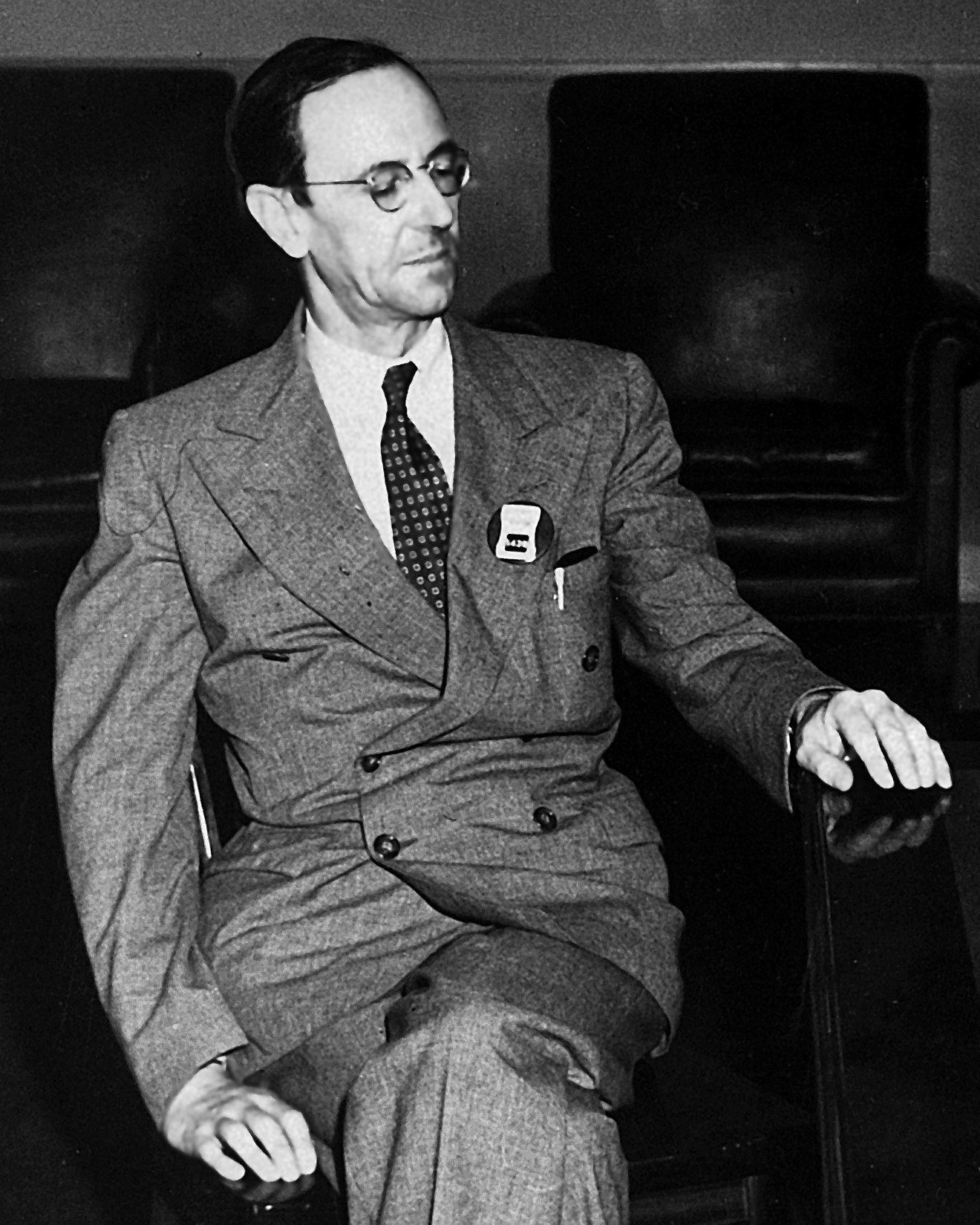
James Chadwick († 1974)

- 1974: James Chadwick, britischer Physiker
- 1975: Charlotte von Kirschbaum, deutsche Theologin
- 1975: Nicolas Rossolimo, französisch-US-amerikanischer Schachspieler
- 1976: Julius Döpfner, deutscher Geistlicher, Bischof von Berlin, Erzbischof von München und Freising
- 1977: Emil Botta, rumänischer Schauspieler und Lyriker
- 1980: Peter Sellers, britischer Filmschauspieler und Komiker
- 1982: Florence Henri, US-amerikanische Malerin und Fotografin
- 1984: Richard Angst, Schweizer Kameramann
- 1984: Theodor Klauser, deutscher katholischer Kirchenhistoriker und christlicher Archäologe
- 1986: Fritz Albert Lipmann, deutsch-US-amerikanischer Biochemiker, Nobelpreisträger
- 1987: Anna-Eva Bergman, norwegische Malerin
- 1988ː Ilona Elek, ungarische Florettfechterin und Olympiasiegerin
- 1988: Jim Elwes, britischer Automobilrennfahrer
- 1988: Hans Richnow, deutscher Motorradrennfahrer
- 1988: Helmut Schubert, deutscher Fußballspieler
- 1989: Henri de Costier, französischer Automobilrennfahrer
- 1991: Isaac Bashevis Singer, polnisch-US-amerikanischer jiddischer Schriftsteller, Nobelpreisträger

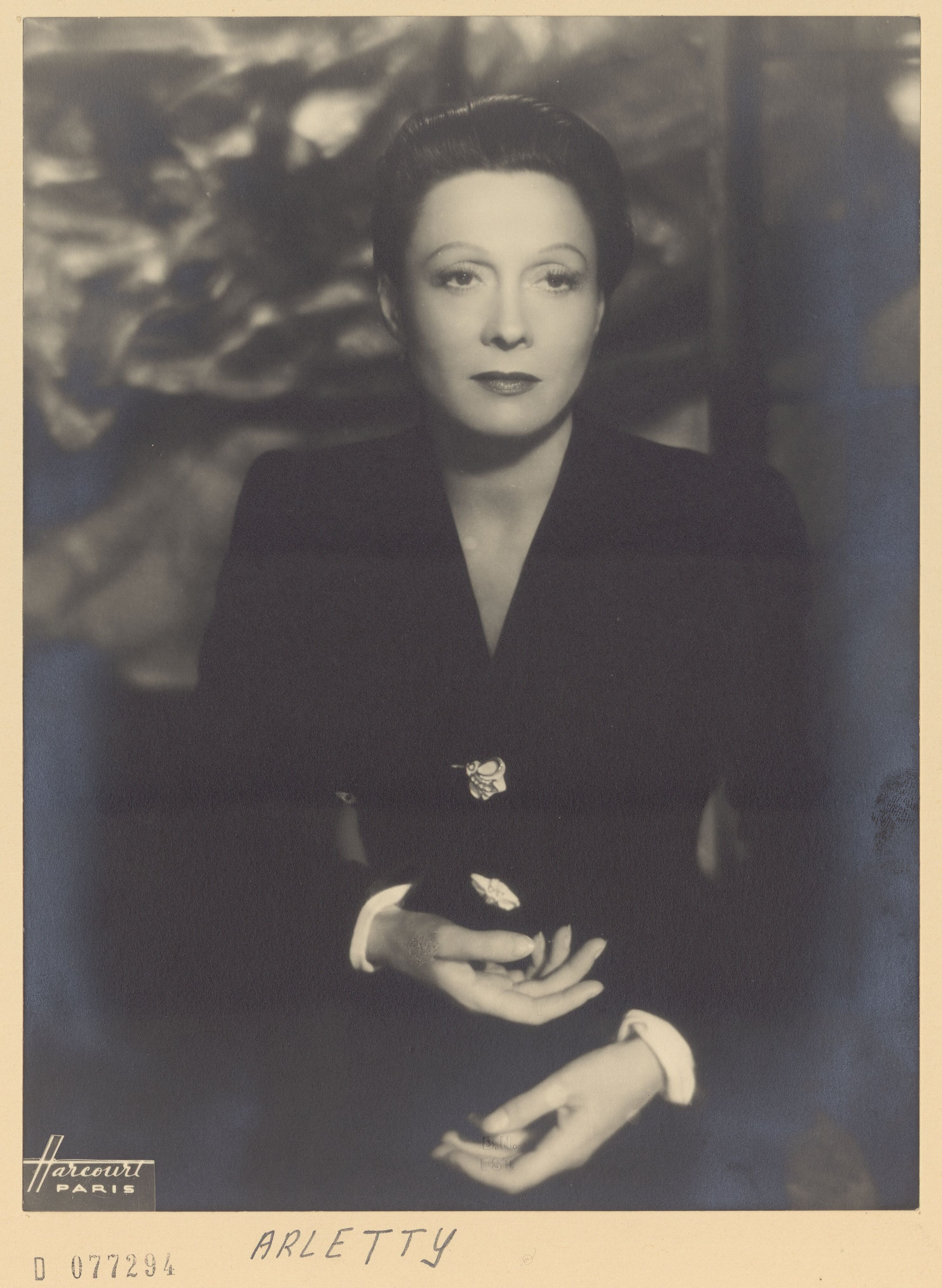
Arletty († 1992)

- 1992: Arletty, französische Schauspielerin
- 1992: Artjom Jurjewitsch Kopot, russischer Eishockeyspieler
- 1993: Anna Maurizio, Schweizer Bienenforscherin
- 1993: Joe Osmanski, US-amerikanischer American-Football-Spieler
- 1994: Heinz Arnold, deutscher Opernregisseur und Hochschullehrer
- 1995: Sadık Ahmet, griechischer Politiker und Chirurg
- 1995: Jerry Lordan, britischer Komponist, Sänger und Musiker
- 1998: Augustin Augustinović, kroatischer Ordenspriester, Missionar und Schriftsteller
- 1999: Walter Barfuß, deutscher Bobfahrer
- 2000: Oscar Shumsky, US-amerikanischer Geiger und Musikpädagoge

### 21. Jahrhundert
- 2002: Maurice Denham, britischer Schauspieler
- 2002: Gaynell Tinsley, US-amerikanischer American-Football-Spieler und -Trainer
- 2003: Ija Alexejewna Arepina, sowjetische Schauspielerin

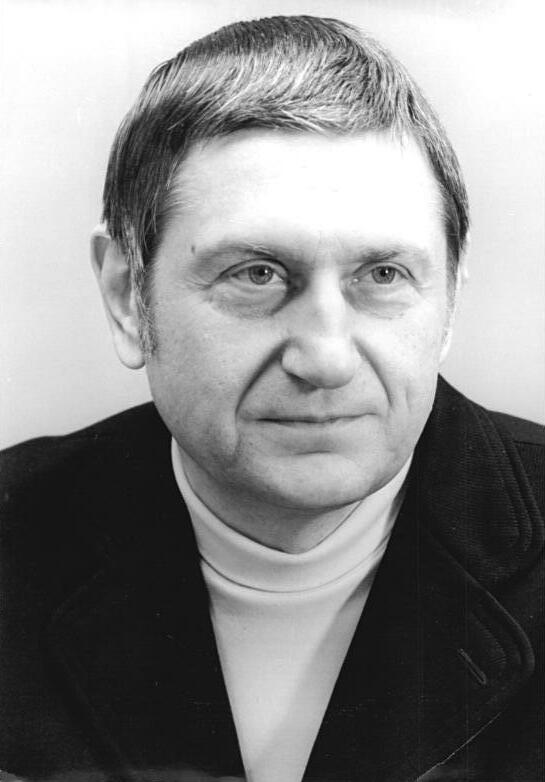
Heinz Knobloch († 2003)

- 2003: Heinz Knobloch, deutscher Schriftsteller
- 2003: Kurt Pahlen, österreichisch-argentinischer Dirigent
- 2003: Hans Schaffert, Schweizer evangelischer Geistlicher
- 2004: Claude Ballif, französischer Komponist
- 2005: Richard Doll, britischer Epidemiologe
- 2006: Heinrich Hollreiser, deutscher Dirigent
- 2007: Hans-Georg Ambrosius, deutscher bildender Künstler
- 2007: Albert Ellis, US-amerikanischer Psychologe und Psychotherapeut
- 2008: Norman Dello Joio, US-amerikanischer Komponist
- 2009: Friedrich Goldmann, deutscher Komponist und Dirigent
- 2009: Werner Krusche, deutscher evangelischer Bischof
- 2009: Wolfgang Mocker, deutscher Aphoristiker
- 2009: Gerd Müller-Motzfeld, deutscher Entomologe, Ökologe und Professor
- 2010: Jürgen Abeler, deutscher Kunstsammler, Uhrmachermeister, Goldschmied und Gemmologe
- 2010: Theo Albrecht, deutscher Unternehmer, Mitbegründer von Aldi
- 2010: Alex Higgins, nordirischer Snookerspieler
- 2011: Virgilio Noè, italienischer Priester, Bischof und Kardinal
- 2012: Armin Abmeier, deutscher Buchhändler und Herausgeber

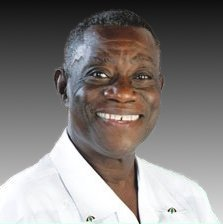
John Atta Mills († 2012)

- 2012: John Atta Mills, ghanaischer Politiker, Staatspräsident
- 2013: Garry Davis, US-amerikanischer Aktivist
- 2013: Hans-Dieter Taubert, deutscher Mediziner
- 2014: Jerzy Gross, deutscher Holocaustüberlebender
- 2014: Alois Spichtig, Schweizer Grafiker und Bildhauer
- 2015: Corsino Fortes, kap-verdischer Lyriker und Politiker
- 2015: Norbert Wiggershaus, deutscher Offizier und Militärhistoriker
- 2016: Eva-Maria Bergmann, deutsche Malerin und Grafikerin

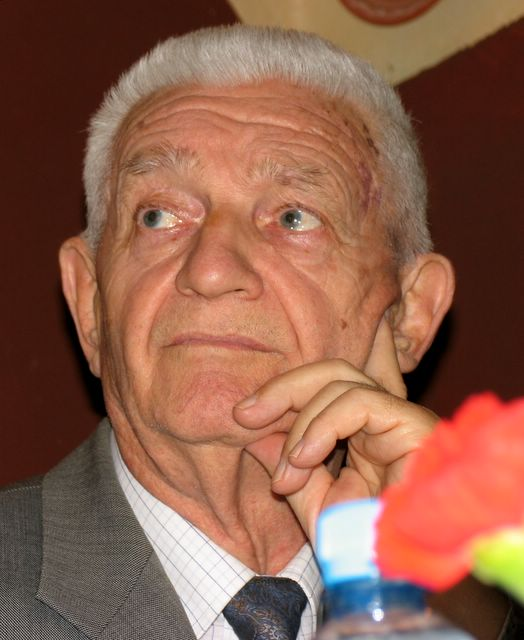
Franc Zadravec († 2016)

- 2016: Franc Zadravec, slowenischer Literaturwissenschaftler
- 2017: Paul Freiburghaus, Schweizer Maler
- 2017: Theodor Mebs, deutscher Ornithologe

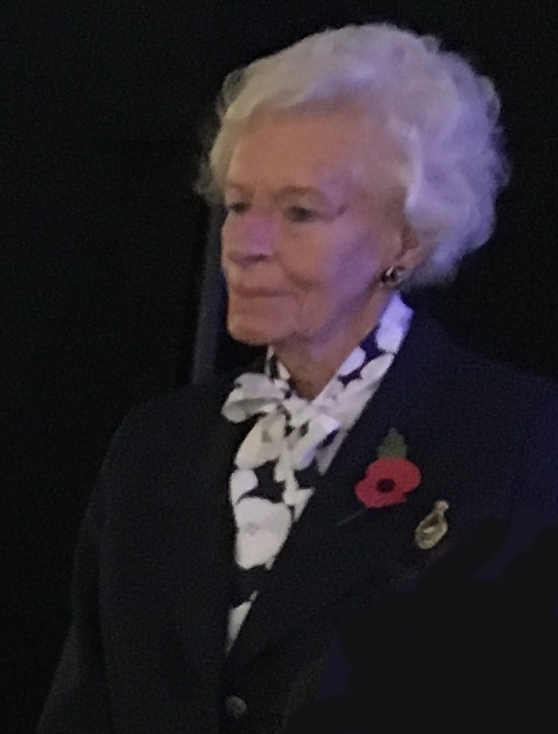
Mary Ellis († 2018)

- 2018: Mary Ellis, britische Pilotin
- 2018: Isidor Levin, estnischer Volkskundler, Erzählforscher und Theologe
- 2019: Cherito, dominikanischer Sänger, Songwriter, Arrangeur und Komponist
- 2019: Manfred Uhlig, deutscher Entertainer
- 2020: Benjamin William Mkapa, tansanischer Politiker
- 2020: Regis Philbin, US-amerikanischer Fernsehmoderator
- 2021: Herbert Köfer, deutscher Schauspieler, Moderator, Hörspiel- und Synchronsprecher
- 2021: Jewgeni Pupkow, kasachischer Eishockeyspieler
- 2022: Alain David, französischer Leichtathlet
- 2022: Lotte Ingrisch, österreichische Schriftstellerin, Theater- und Hörspielautorin

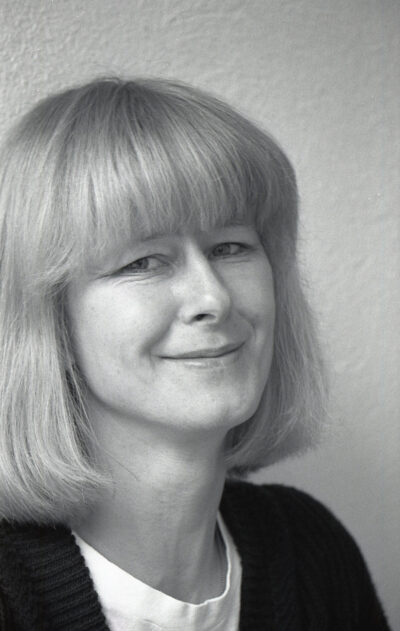
Hanne Kulessa († 2022)

- 2022: Hanne Kulessa, deutsche Autorin, Journalistin und Hörfunkmoderatorin
- 2022: Kurt Pfammatter, Schweizer Eishockeyspieler
- 2022: David Warner, britischer Schauspieler
- 2023: Leny Andrade, brasilianische Jazz-Sängerin
- 2023: Frank Haubitz, deutscher Lehrer und Politiker, Landesminister
- 2023: Maren-Magdalena Sorger, Malerin und Kunsttherapeutin
- 2023: Marianna Vardinogianni, griechische Philanthropin
- 2025: Hulk Hogan, US-amerikanischer Wrestler und Schauspieler
- 2025: Sulochana Gadgil, indische Mathematikerin, Meteorologin und Ozeanographin
- 2025: Cleo Laine, britische  Jazz-Sängerin

## Feier- und Gedenktage
- Kirchliche Gedenktage
  - Hl. Christina von Bolsena, römische Märtyrerin (katholisch, orthodox)
  - Hl. Christophorus, Märtyrer und Schutzpatron (evangelisch)
  - Johann Heinrich Volkening, deutscher Pfarrer (evangelisch)
  - Hl. Scharbel Machluf, libanesischer Mönch und Maronit (katholisch)

- Namenstage
  - Christine, Christoph (nur in Deutschland), Luise

- Staatliche Feier- und Gedenktage
  - Pioneer Day im US-Bundesstaat Utah

Weitere Einträge enthält die Liste von Gedenk- und Aktionstagen.